# CEVA
Pour les articles homonymes, voir Ceva (homonymie).
Ne doit pas être confondu avec Léman Express.
Le CEVA, acronyme de « Cornavin – Eaux-Vives – Annemasse », désigne la transformation et l'extension d'une liaison ferroviaire dans le canton de Genève (Suisse) et la Haute-Savoie (France), mise en service en décembre 2019. Elle relie Genève (gare de Cornavin) à Annemasse en contournant le centre-ville de Genève par l'ouest et le sud-est et constitue la colonne vertébrale des transports publics régionaux en permettant la mise en place du Léman Express.
Les origines du projet remontent à 1850. Il faut attendre 1888 avec l'ouverture de la ligne d'Annemasse à Genève-Eaux-Vives (frontière), puis 1949 avec l'ouverture de la ligne Cornavin-La Praille (gare de triage), pour voir une partie seulement de la liaison réalisée. Le projet est toutefois réactivé en 2001 et la gare de Lancy-Pont-Rouge — mise en service le 16 décembre 2002 — constitue un nouveau terminus sur la rive gauche pour les trains régionaux en provenance de Coppet. Si la section ouverte en 1949 n'est pas fermée mais simplement rénovée durant la construction de la ligne, il en est tout autrement de la ligne Annemasse-Eaux-Vives qui ferme progressivement entre 2011 et 2013 en vue d'une reconstruction complète.

## Histoire

### Chronologie
Liste des dates clés qui ont conduit au projet du CEVA :
- 1881 : signature de la convention franco-suisse[4] pour la réalisation d'une liaison entre Genève et Annemasse ;
- 1884-1888 : construction d'une ligne à une voie sur le tronçon Eaux-Vives - Annemasse ;
- 1912 : signature de la convention entre la Confédération suisse, le canton de Genève et les CFF pour la réalisation d'une liaison Cornavin - Eaux-Vives - Annemasse ;
- 1941-1949 : réalisation de la première partie de ce que l'on nomme alors la « ligne de ceinture » avec la construction du tronçon Cornavin - La Praille et du viaduc de la Jonction (1941-1946) ;
- 1950-1968 : construction de la gare de triage de la Praille ;
- 1970-1990 : interruption du projet en raison du développement des modes de transports individuels ;
- 1980 : demande de la Confédération suisse pour reprendre le projet après l'an 2000 mais priorité au raccordement ferroviaire de l'aéroport international de Genève ;
- 1987 : mise en service de la liaison Cornavin - Genève-Aéroport ;
- À partir de 2001 : réactualisation de ce que l'on nomme désormais « CEVA » ;
- 2002 : ouverture de la gare temporaire de Lancy-Pont-Rouge ;
- 2005-2006 : aménagements à la gare de Cornavin avec la prolongation de la voie 1 et des quais ;
- 2008 : octroi de l'autorisation de construire et classement de toutes les oppositions au projet ;
- 2009 : acceptation en votation populaire par le peuple genevois du financement additionnel pour le projet[5] ;
- 2011 : fermeture du tronçon Eaux-Vives - Chêne-Bourg, début des travaux ;
- 2013 : fermeture du tronçon Chêne-Bourg - Annemasse ;
- 2014 : convention franco-suisse[6] concernant la modernisation et l'exploitation de la ligne entre Annemasse et Genève;
- 2017 : ouverture de la nouvelle gare de Lancy-Pont-Rouge ;
- 2018 : début de la pose des rails sur le tronçon suisse ;
- 2019 : mise en service.

### Prémices

Logo du projet CEVA.

On envisage d'abord que le chemin de fer confirme la ville de Genève dans son rôle de carrefour international au cœur de l'Europe : Genève doit être reliée à la France, à la Confédération suisse, mais aussi aux États de Savoie, porte pour l'accès à l'Italie.
Les recherches de tracés et d'emplacement pour la ou les gares sont nombreuses :
- liaison à la France par la plaine de l'Aire au sud avec une gare à Rive ou Bel-Air sur la rive gauche ;
- gare sur la rive droite sur les hauteurs des Pâquis ;
- gare au cœur économique de la ville proche de Rive et du port de Longemalle ;
- gare à la Coulouvrenière.

Les partisans d'une gare par ligne (une pour chacune des lignes française, suisse et savoyarde) s'opposent au Conseil d'État partisan d'une gare centrale à la Coulouvrenière sur le territoire de la commune de Plainpalais. Toutefois, la guerre du Sonderbund en 1847 suspend les études.
Le 27 octobre 1852, le conseiller d'État James Fazy octroie une concession à la Compagnie pour le chemin de fer de Lyon à Genève. La ligne française (ligne Lyon - Genève) emprunte la rive droite du Rhône jusqu'à La Plaine pour terminer par une gare vers La Servette. En même temps naissent des projets pour une liaison vers la Suisse, tandis que les projets en direction de l'Italie paraissent alors moins stratégiques. Les villes de Carouge et Plainpalais se sentent donc lésées.
Entre 1854 et 1855, les discussions portent sur le choix de l'emplacement de la gare de façon que les lignes vers la France et vers la Suisse se rejoignent. En 1855, le choix de Cornavin sur la rive droite est définitif. L'avantage en est la proximité du centre de la ville et la facilité de liaison avec la Suisse et la conséquence négative en est l'éloignement des possibilités de raccordement de Genève aux projets de lignes sur la rive gauche du Rhône en direction de la Savoie où se trouvent d'importants axes commerciaux en direction des cols alpins (Mont-Cenis et Simplon) de même qu'avec le Chablais et le Faucigny qui sont nécessaires à Genève pour son commerce local. Les lignes et la gare Cornavin sont inaugurées en 1858.

### Ligne Annemasse - Eaux-Vives

#### Projets pour le quartier de Rive
Malgré la décision de construire la gare de Genève à Cornavin, l'importance du quartier commerçant de Rive est tel qu'il apparaît certain que ce quartier doit être desservi par le chemin de fer. Entre 1853 et 1860, plusieurs projets de gare à Rive et de lignes vers Moillesulaz et Annemasse sont étudiés ainsi que le moyen de se raccorder à Cornavin avec la difficulté de contourner toute la ville et de franchir le Rhône.

#### Projets pour le contournement de la ville
En 1860, la Savoie est annexée à la France et Paris projette alors une ligne depuis Bellegarde-sur-Valserine pour rejoindre Annemasse et Thonon-les-Bains qui évite le canton de Genève. Genève voit donc le trafic entre la France et l'Italie lui échapper au profit d'Annemasse qui deviendrait ainsi le nœud ferroviaire de la Savoie et doit, en conséquence, se rattacher à cette nouvelle ligne.
Deux camps s'opposent alors : les partisans d'une liaison au nord de l'Arve via Plainpalais, Les Eaux-Vives et Chêne d'une part et, d'autre part, les partisans d'une liaison directe par le sud de l'Arve via Carouge, Troinex et Veyrier. L'ancien conseiller d'État Jean-Jacques Challet-Venel propose même la réalisation de deux tronçons : l'un par le sud de l'Arve pour les liaisons internationales entre Cornavin et Veyrier et l'autre entre Rive et Annemasse pour les liaisons régionales avec une variante depuis Les Vollandes (emplacement de l'actuelle gare des Eaux-Vives). En 1862, la compagnie de la ligne d'Italie présente un projet de ligne Cornavin - Les Tranchées - Annemasse.
Faute de décision politique, le Conseil d'État commande en 1875 à l'ingénieur Friedrich-Gustave Graenicher une expertise des quatre possibilités pour se raccorder au réseau savoyard. Le tracé Cornavin - Jonction - Carouge est commun aux différentes variantes puis :
1. liaison Vollandes - Carouge en tunnel de 925 mètres de longueur sous La Cluse ;
2. liaison Vollandes - Carouge en passant sur le plateau de Champel en tunnel ;
3. liaison dite du « Grand Serpentin » plus éloignée de la ville et plus chère qui relie Chêne-Bourg à Carouge en passant par la combe de la Seymaz avec une liaison Chêne - Vollandes qui maintient cette dernière gare en terminus ;
4. raccordement de Carouge à la ligne du pied du Salève au sud de Veyrier (ligne Bellegarde-sur-Valserine - Annemasse).

Le 4 novembre 1876, la variante du « Grand Serpentin » est adoptée par le Grand Conseil. Des discussions avec la France suivront concernant le tronçon entre Annemasse et la frontière suisse.

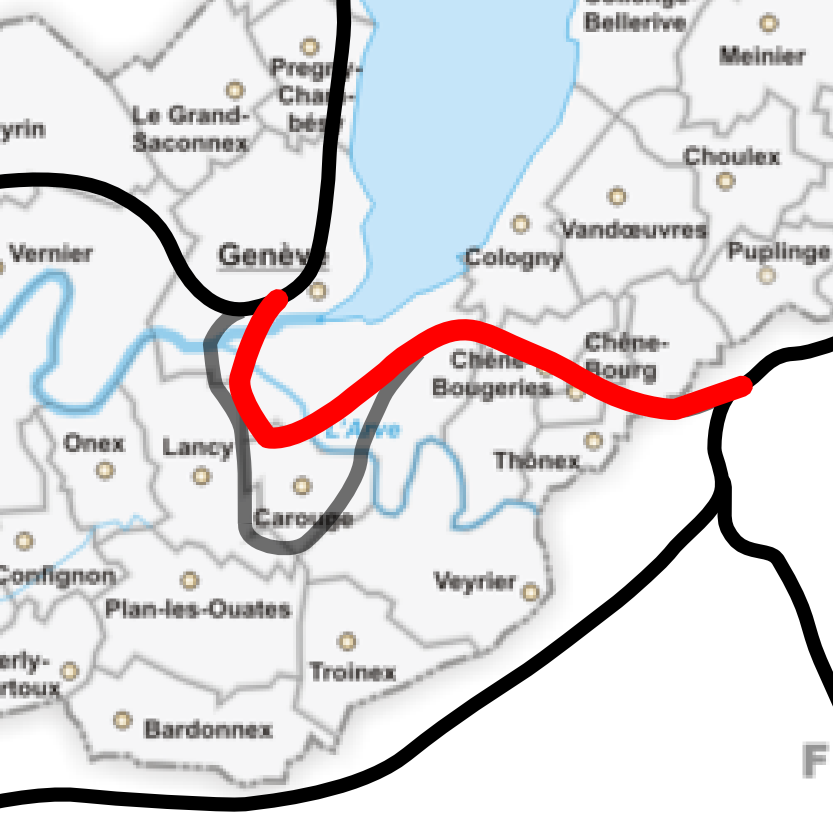
Variante 1 « tunnel ».
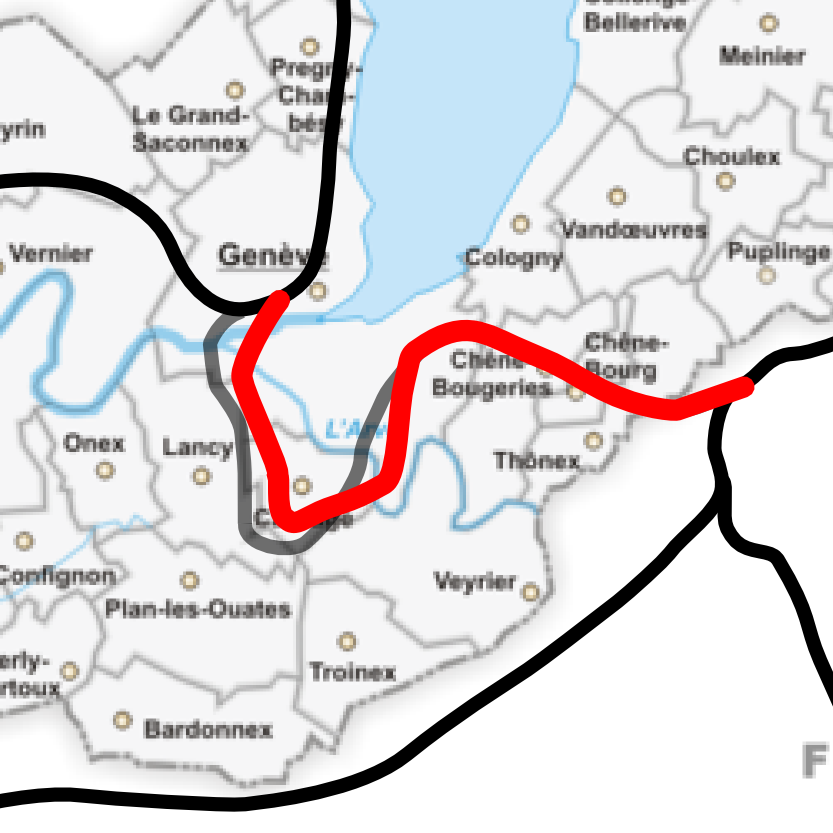
Variante 2 « plateau de Champel ».
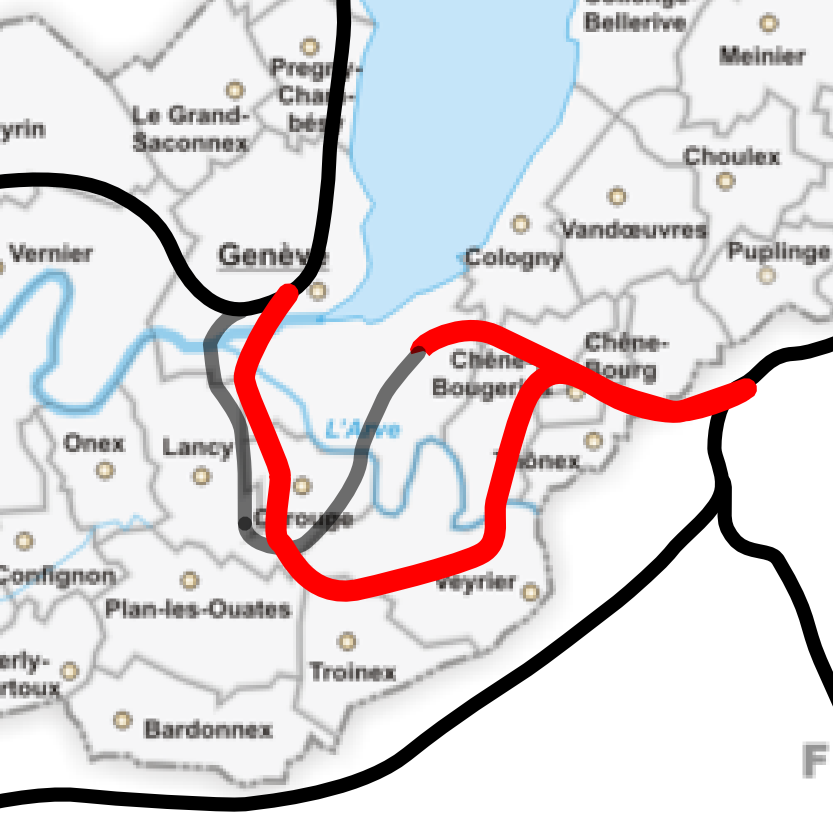
Variante 3 « Grand Serpentin ».
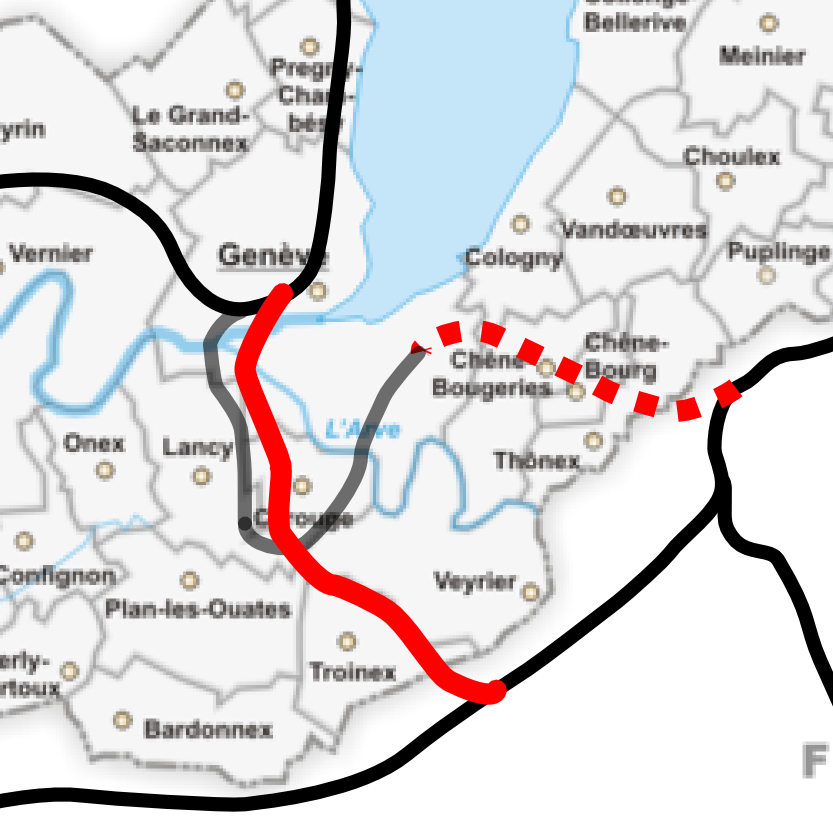
Variante 4 « pied du Salève ».

#### Temps des décisions

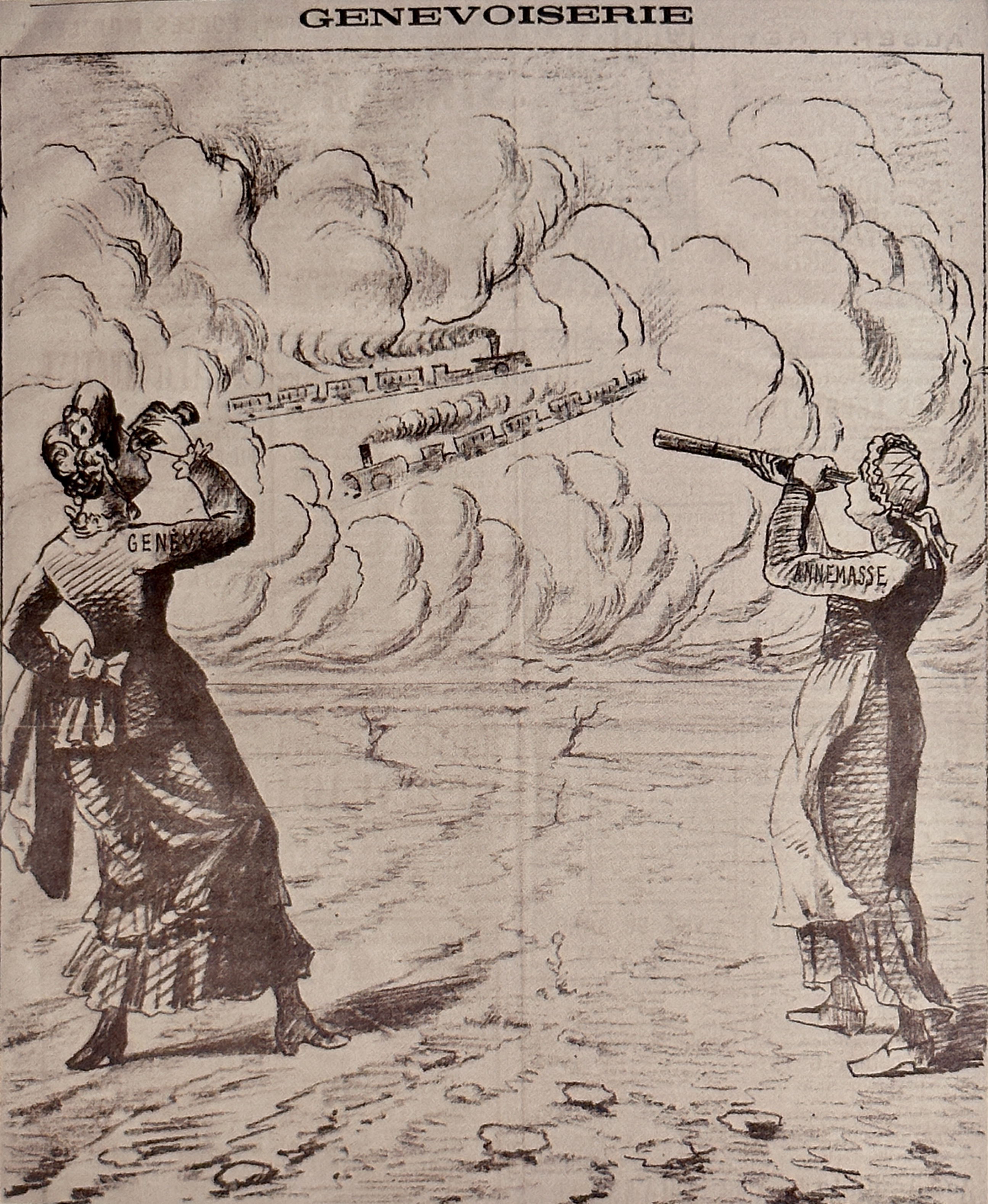
Caricature, « genevoiserie », 1883.

Alors que s'ouvre en 1880 la ligne Bellegarde-sur-Valserine - Annemasse - Thonon-les-Bains, Genève se trouve contournée. La France s'engage à construire le tronçon entre Annemasse et la frontière suisse pour le raccordement au « Grand Serpentin ». Mais, en 1881, le Conseil d'État demande une « concession éventuelle » pour un deuxième raccordement entre Gare de Cornavin et Veyrier. Cette décision relance les débats entre les partisans de l'une ou l'autre des variantes de raccordement.
Le tracé Cornavin - Veyrier est soutenu par Carouge, Veyrier, Lancy et Plainpalais alors que le « Grand Serpentin » est soutenu par Chêne-Bourg et toute la rive gauche du lac Léman. En 1883, une commission d'experts incluant l'ingénieur Gustave Bridel (qui a achevé la ligne du Gothard) est chargée de trancher : elle préconise une version en tunnel sous le plateau de Champel. La ligne, depuis Cornavin, contourne l'usine de la Coulouvrenière, franchit l'Arve aux Vernets, traverse la plaine de La Praille, contourne Carouge par l'ouest, franchit à nouveau l'Arve au Bout-du-Monde, rejoint les Vollandes par un tunnel sous le plateau de Champel puis Chêne, Moillesulaz et Annemasse, soit un projet semblable à celui proposé en 1875 par Graenicher. La commission propose de réaliser en priorité le tronçon Eaux-Vives - Annemasse.
Le 30 septembre 1883 est signé l'accord pour la construction et l'exploitation du tronçon Vollandes - Moillesulaz par la Compagnie des Chemins de fer de Paris à Lyon et à la Méditerranée (PLM) qui s'engage, au besoin, à doubler la voie et à agrandir les infrastructures. Le second tronçon Cornavin - Carouge - Vollandes (ou chemin de ceinture) doit être examiné après trois années d'exploitation du premier tronçon. Le 4 mai 1884, le Grand Conseil adopte ce projet qui est rapidement réalisable et peu coûteux, mais les partisans de la liaison Cornavin - Carouge - Veyrier s'y opposent et lancent un référendum qui échouera car les Genevois confirment par votation, le 6 juillet 1884, le choix du Grand Conseil.
Les plans définitifs sont élaborés dès 1884. En 1885, les terrains nécessaires sont achetés et les travaux débutent cette même année avec la construction de la voie et des gares des Eaux-Vives (nom adopté depuis 1887 au lieu de Vollandes) et de Chêne-Bourg. Les bâtiments sont achevés en 1887 alors que débute le chantier du tronçon français entre Moillesulaz et Annemasse.

#### Exploitation

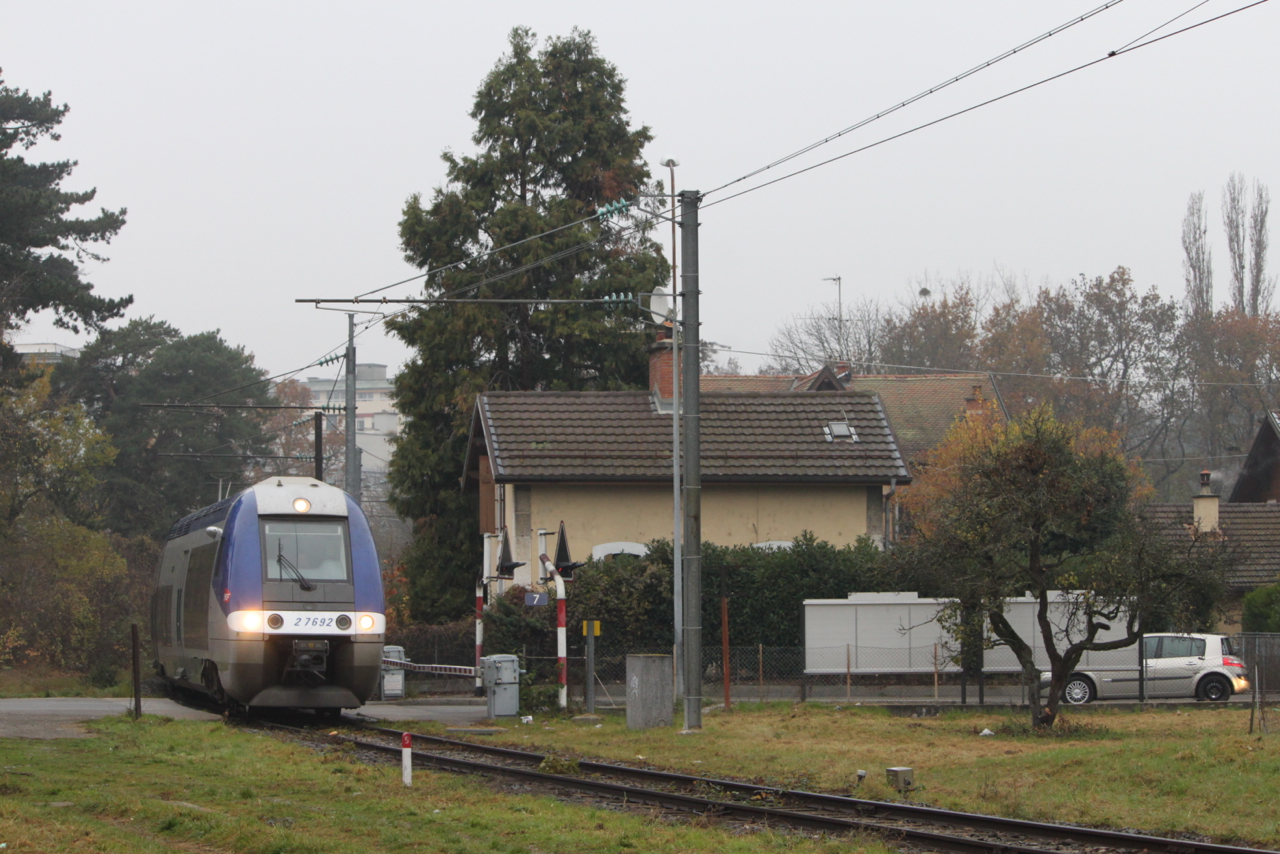
Une Z 27500 à Chêne-Bourg, en 2011.

La ligne d'Annemasse à Genève-Eaux-Vives est mise en service le 27 mai 1888. Elle constitue les prémices de ce qui deviendra le CEVA car une convention internationale entre la France et la Suisse signée le 18 juin 1909 prévoit qu'en cas de prolongement depuis la gare des Eaux-Vives jusqu'au réseau ferroviaire suisse, la gare d'Annemasse deviendra gare frontière et que la section entre la frontière française et Annemasse sera exploitée par les chemins de fer fédéraux. Cette convention est approuvée en France par une loi le 28 décembre 1909. Elle est promulguée par décret le 19 janvier 1910.
De petites zones industrielles se développent autour des deux gares mais les résultats des premières années d'exploitation sont inférieures aux prévisions et la ligne est déficitaire, obligeant l'État de Genève à éponger les dettes.
La ligne a été électrifiée en courant 25 kV - 50 Hz le 27 septembre 1986 puis pour permettre sa reconstruction en souterrain et à double voie dans le cadre du CEVA, la ligne est fermée entre la gare de Genève-Eaux-Vives et la gare de Chêne-Bourg en décembre 2011 puis à partir du 1er avril 2013 sur le reste du tracé.

### Ligne Cornavin - La Praille

#### Relance de la ceinture Cornavin - Eaux-Vives
À partir de 1890, il apparaît nécessaire de réaliser la liaison depuis la gare Cornavin afin d'accroître l'attrait de la gare des Eaux-Vives et ses débouchés économiques en Savoie. La relance est également stimulée par la préparation de l'exposition nationale de 1896 qui a lieu sur la plaine de Plainpalais.
En 1894, le conseiller d'État Charles Boissonnas présente un projet avec une halte aux Vernets pour desservir l'exposition nationale. Ce projet est contesté et on lui oppose un projet de Henri Romieux qui propose de créer une gare centrale aux Vernets pour remplacer Cornavin. Entre 1895 et 1899, il existe plusieurs autres projets qui sont tous rejetés.
En 1896 débutent les travaux du tunnel du Simplon qui doit relier l'Italie à la France via le bassin lémanique. Deux projets de liaison à la France en tunnel sous le Jura sont en concurrence : un percement sous la Faucille pour relier Meyrin (en projet depuis 1886) est soutenu par Genève alors que le canton de Vaud et la Confédération suisse soutiennent le projet du tunnel du Mont d'Or via Vallorbe. L'enjeu est l'espoir de devenir un important nœud ferroviaire.
En 1909, lors de négociations franco-suisses, il est convenu que la Confédération suisse prenne à sa charge la liaison Cornavin - Eaux-Vives et que l'État de Genève rachète la gare Cornavin et la ligne de La Plaine si le tunnel de la Faucille est construit. Mais, en 1910, la priorité de la compagnie française est la liaison Frasne - Vallorbe par le tunnel du Mont d'Or. En conséquence, la construction du tunnel de la Faucille est reportée à une date indéterminée tout comme la ceinture de liaison Cornavin - Eaux-Vives. Afin de préserver les chances de pouvoir réaliser la ceinture de liaison, l'État de Genève obtient de la Confédération suisse le désengagement de son accord de financement.

#### Planification de la ceinture Cornavin - Eaux-Vives

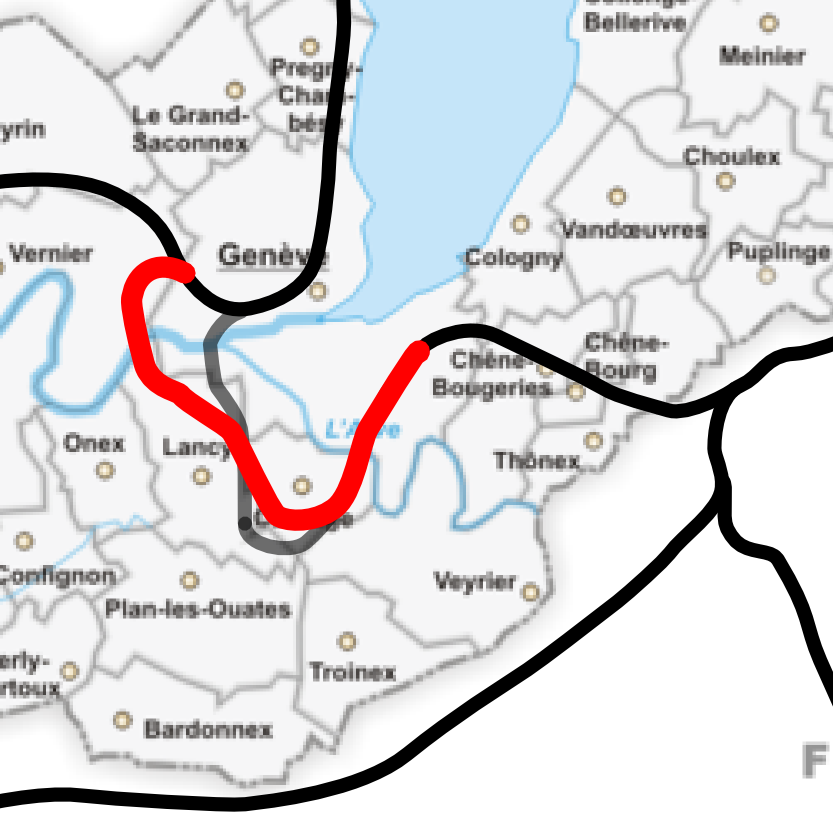
Tracé du CEVA selon la convention de 1912 (en rouge) par le pont Butin.

La convention entre la Confédération suisse, le canton de Genève et les CFF fixe les parts de financement entre ces trois acteurs et les principes d'exploitation de la ligne Cornavin - Eaux-Vives - Annemasse : La Confédération suisse et les CFF s'engagent au financement (un tiers chacun) du raccordement de ceinture et pour une nouvelle gare marchande à La Praille à condition que les travaux débutent avant le 1er juin 1918. La convention stipule que :
- le canton de Genève rachète à la compagnie PLM la gare Cornavin et la ligne de La Plaine,
- une ligne de raccordement entre les gares Cornavin et Eaux-Vives doit être établie et exploitée,
- le chemin de fer entre la gare des Eaux-Vives et la frontière nationale en direction d'Annemasse doit être remis aux Chemins de fer Fédéraux Suisses.

Le projet qui en résulte date de 1913. Il s'agit d'une ceinture « élargie » qui ne traverse plus le Rhône et l'Arve à La Jonction comme tous les projets précédents mais beaucoup plus loin de la ville avec un pont, le pont Butin, et un tunnel sous le Petit-Lancy pour rejoindre la grande plaine de La Praille située à cheval sur les communes de Plainpalais, Carouge et Lancy. Ce projet est adopté en 1917 mais durant les six ans qui suivent auront lieu des discussions liées à l'opportunité de reconstruire ou non une nouvelle gare à Beaulieu pour remplacer Cornavin jugée trop petite et afin de reconstituer le tissu urbain à Saint-Jean. En définitive, la gare Cornavin est maintenue pour des raisons économiques.
En 1923, alors que le pont Butin est en construction, il sera achevé en 1926, les CFF décident de modifier le tracé pour un autre plus court et moins cher : franchir le Rhône avec un nouveau pont juste après la Jonction (viaduc de la Jonction) puis un tunnel sous la colline du Bois de la Bâtie. Le 19 février 1924, le budget et le calendrier d'exécution sont connus. Les travaux se feront dès que la reconstruction de la gare Cornavin seront achevés, ce qui est alors prévu en 1929.
En raison du coût important des travaux, ceux-ci sont prévus par étapes :
1. Dès 1929 : réalisation du tronçon Cornavin - La Praille ainsi que la gare de marchandise à La Praille ;
2. Trois ans après l'achèvement de l'infrastructure marchande de la Praille : réalisation du tronçon La Praille - Eaux-Vives.

#### Travaux préparatoires

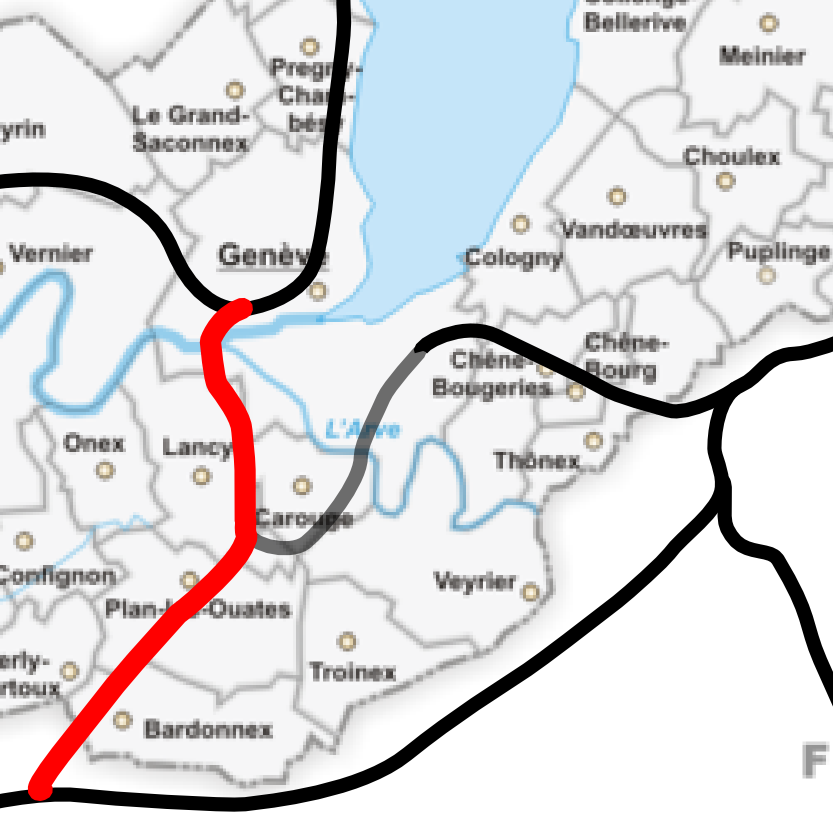
Alternative par la plaine de l'Aire vers Saint-Julien, 1933 (en rouge).

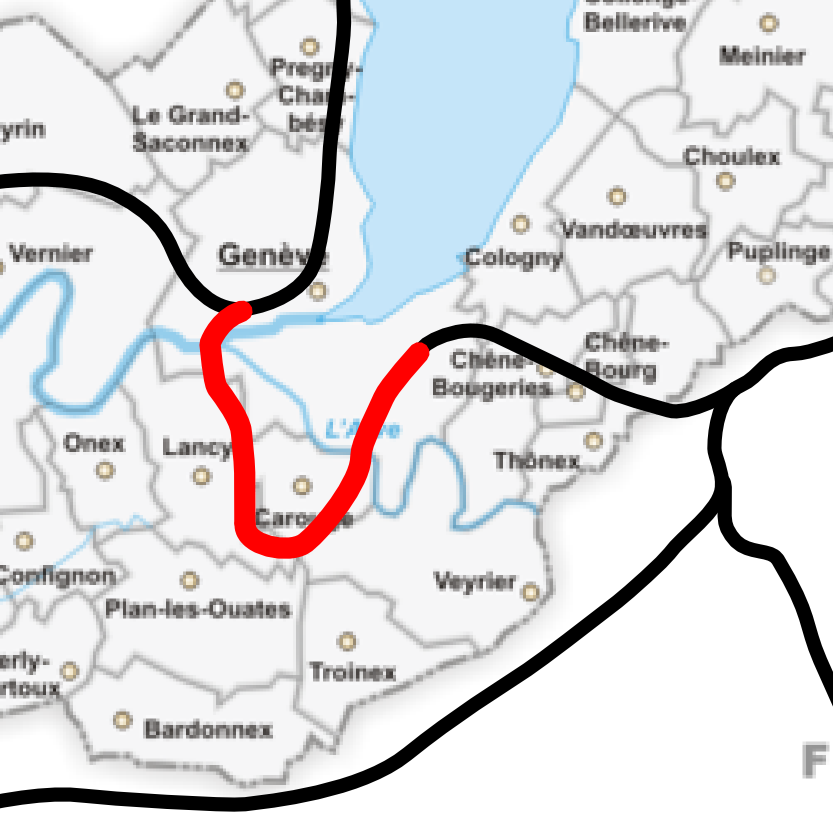
Tracé définitif du CEVA, 1923 (en rouge).

Les crises financières cantonales entre 1920 et 1925 ainsi que la crise internationale de 1931 font que les travaux sont retardés. Des recherches d'économies pour débloquer les travaux sont proposés : construction d'une seule voie entre Cornavin et La Praille puis, au lieu de relier Les Eaux-Vives, il est proposé de relier Saint-Julien-en-Genevois par la plaine de l'Aire afin de mettre en valeur ces terrains.
Les CFF refusent ce projet en 1935 et le projet officiel doit être réalisé. L'État de Genève décide alors d'assainir la plaine de La Praille pour implanter, à côté de la gare de triage, des industries ainsi qu'un port, ce dernier ne fut jamais réalisé. Les travaux comprennent la mise en canalisation de la Drize et de l'Aire ainsi que la construction de la route des Jeunes.
Les travaux de reconstruction de la gare Cornavin commencés en 1924 ne se terminent qu'en 1932. En avril 1939, le crédit de construction du premier tronçon est finalement accepté.

#### Construction du tronçon Cornavin - La Praille
Les travaux de la ligne débutent en 1941, mais sont vite ralenti par l'absence de mécanisation puis après 1946 faute de main-d'œuvre et de ciment. La ligne est achevée en 1949, un tunnel de 3,56 km est construit entre la bifurcation de Châtelaine et le viaduc de la Jonction en 1953 et la seconde voie n'a été posée qu'en 1959 afin de réaliser des économies.
La construction de la ligne a nécessité les travaux suivants :
- La tranchée de Saint-Jean est aménagée entre 1944 et 1945 avec élargissement pour la pose d'une troisième voie, effectuée en 1946 ;
- Le tunnel de Saint-Jean (222 mètres) est construit entre 1941 et 1943 sous la forme d'un tranchée couverte ;
- Le vallon du nant Cayla a été comblé entre 1941 et 1944 ;
- Le viaduc de la Jonction (218 mètres) voit ses études et sa construction réalisées entre 1941 et 1946 ;
- Le tunnel de la Bâtie (1 078 mètres) est percé entre 1944 et 1949.

Le tunnel de Châtelaine (1 081 mètres), raccordant La Praille à la ligne vers Lyon sans avoir besoin de rebrousser à Cornavin, est construit un peu plus tard, entre 1954 et 1959.
L'autre principal chantier est l'aménagement de la gare de Genève-La Praille, dont la plateforme est réalisée entre 1946 et 1950. La gare en elle-même est construite en cinq étapes entre 1950 et 1968.
Dès lors, il ne reste que le tronçon La Praille - Eaux-Vives à construire mais, malgré le rappel du Conseil d'État en 1959 de sa volonté de réaliser ce tronçon, le projet restera dans les cartons jusqu'au tout début des années 2000.

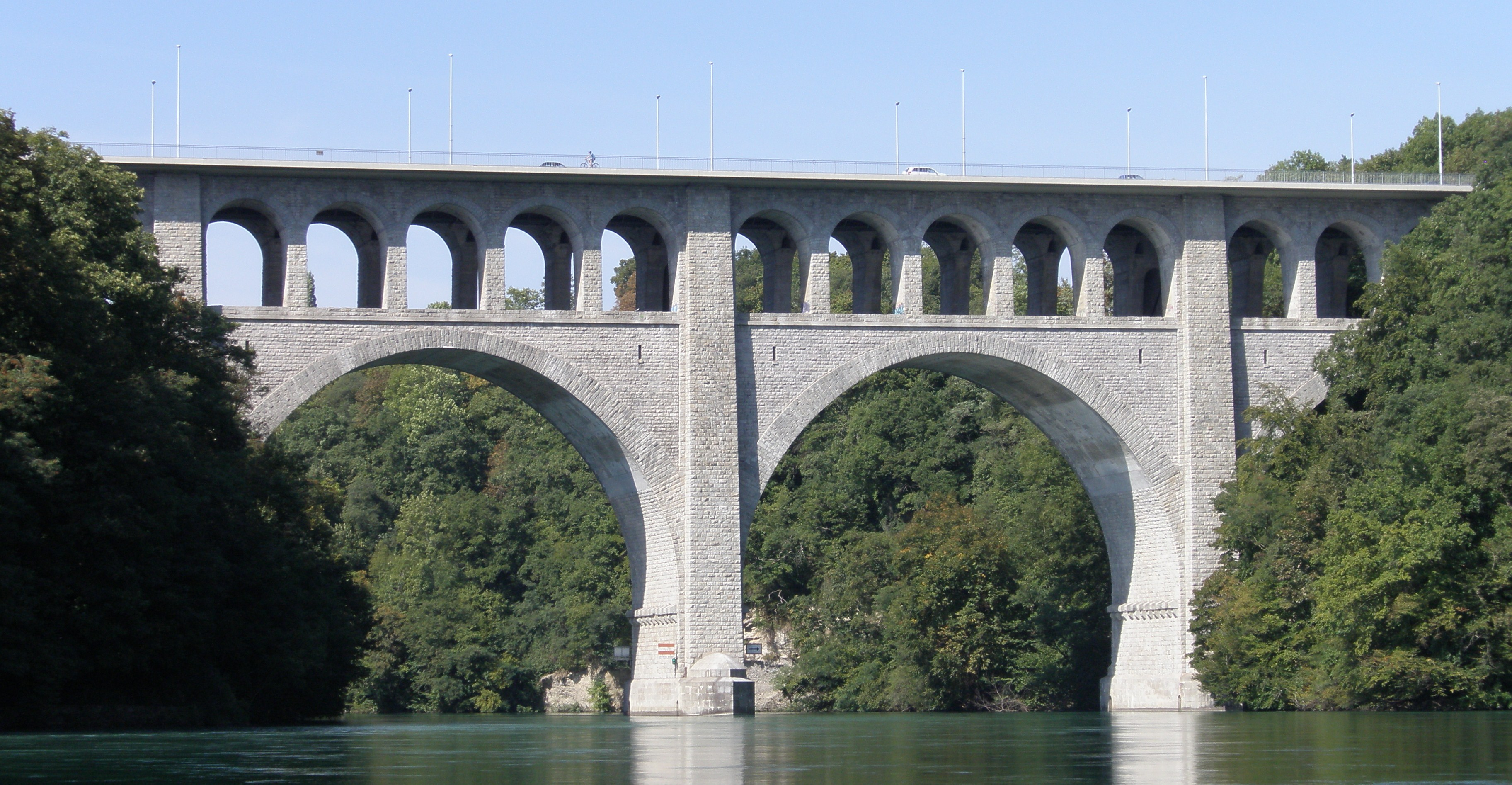
Le Pont Butin. Le tablier inférieur était prévu pour une ligne CFF.
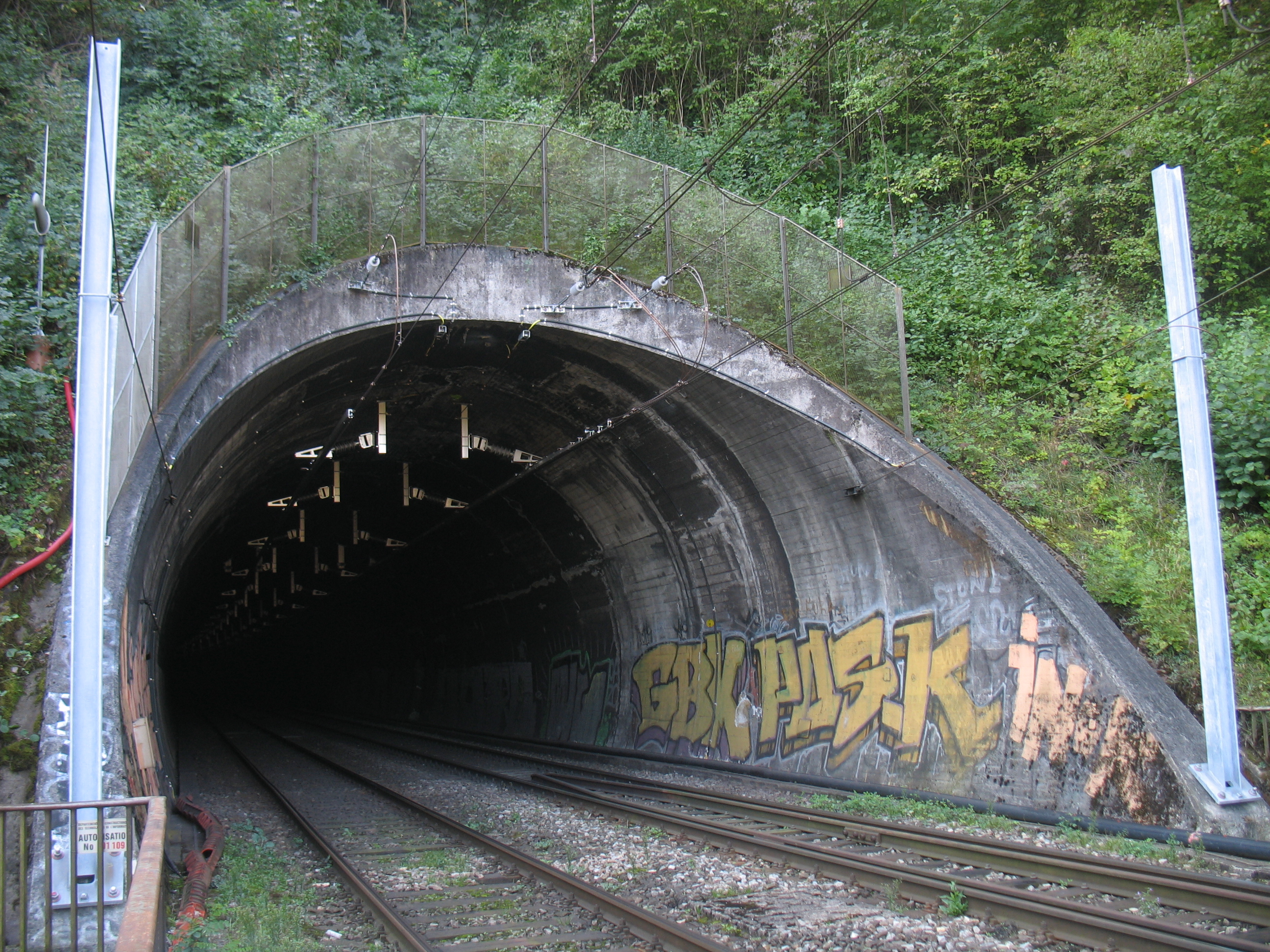
Tunnel de la Bâtie.
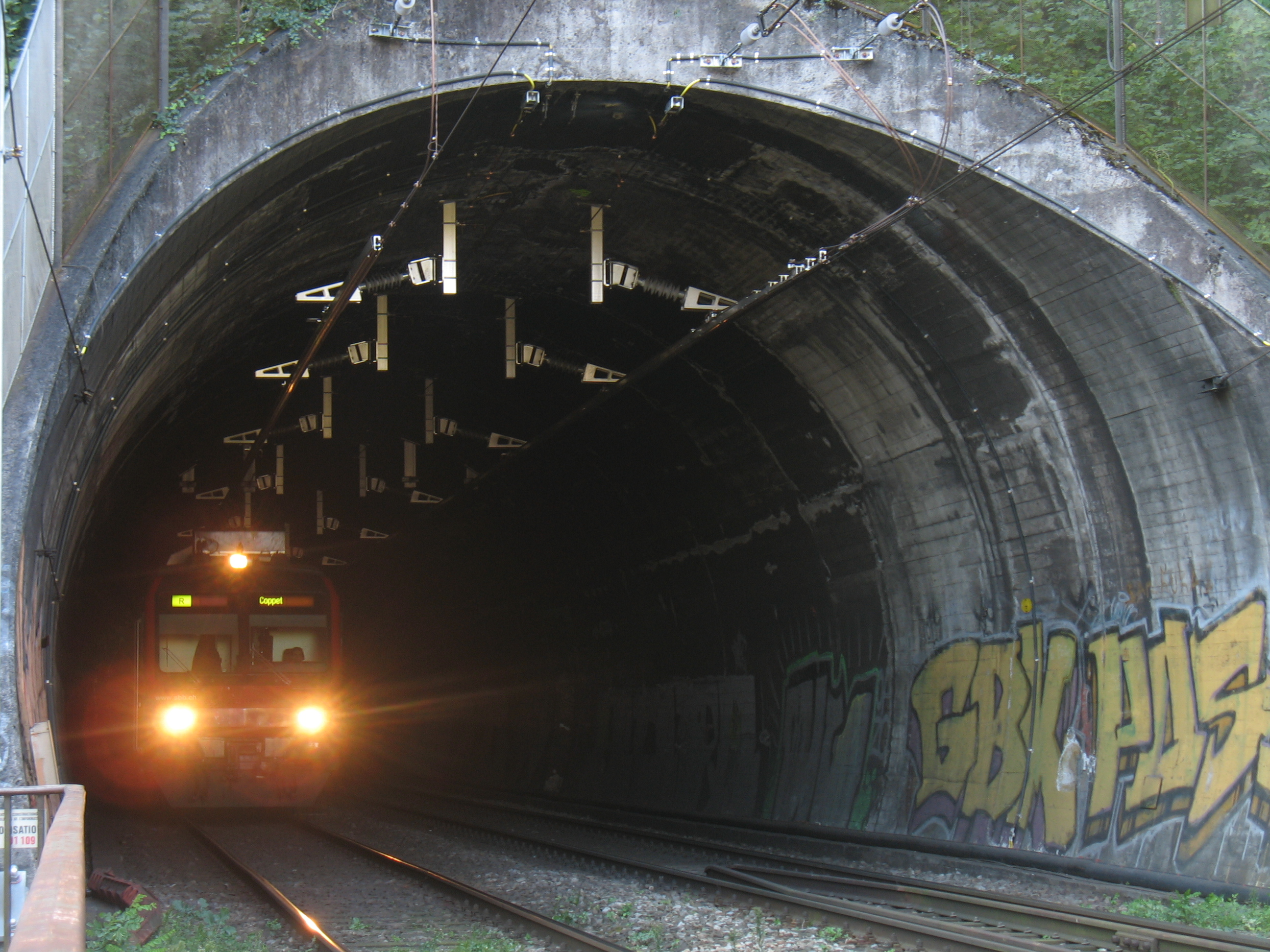
Tunnel de la Bâtie.
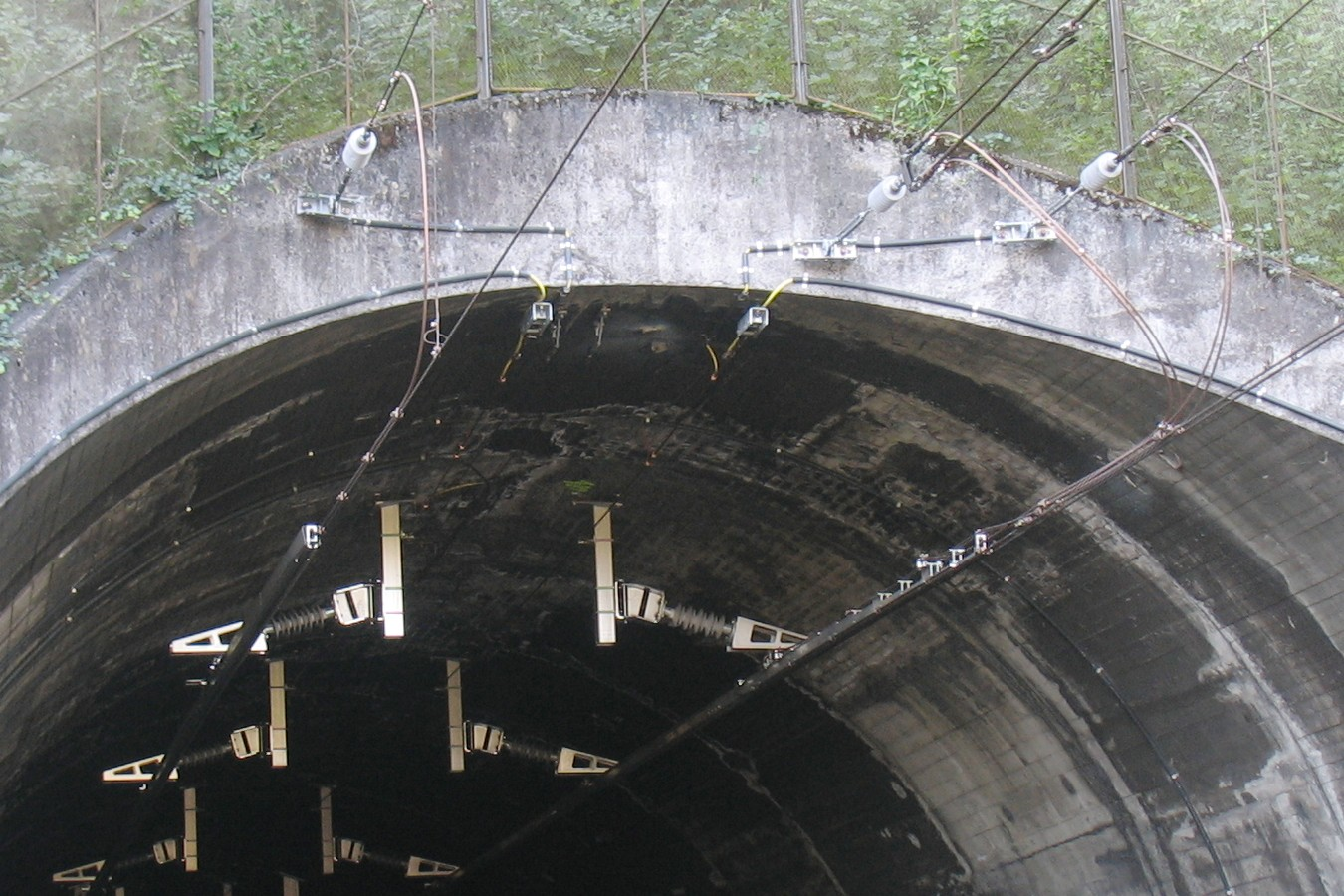
Tunnel de la Bâtie - Détail de la caténaire.
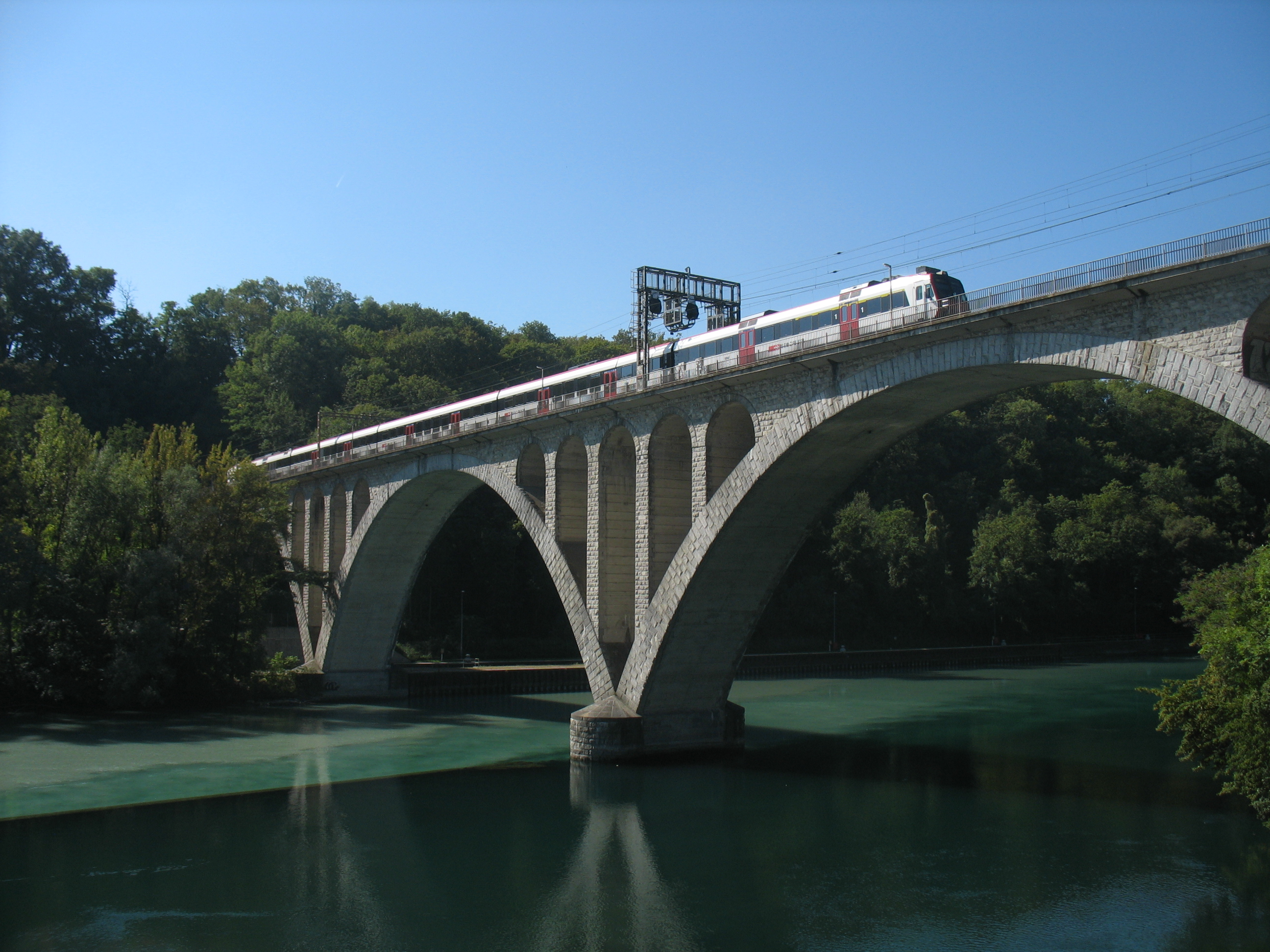
Viaduc de la Jonction.

### Projets alternatifs et remise en cause

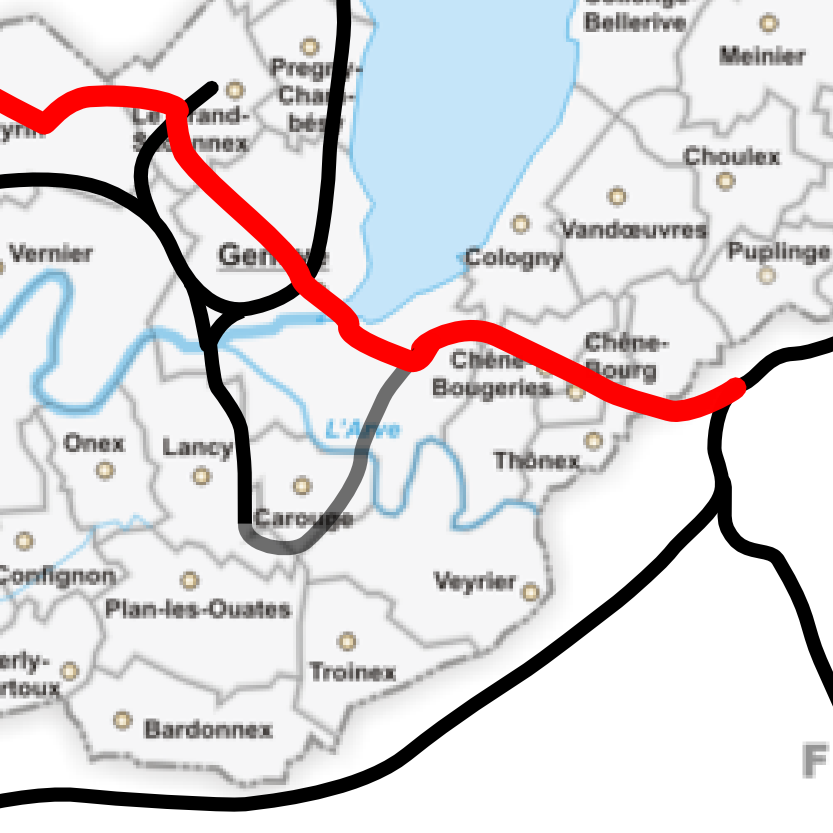
Alternative Métro léger (en rouge).

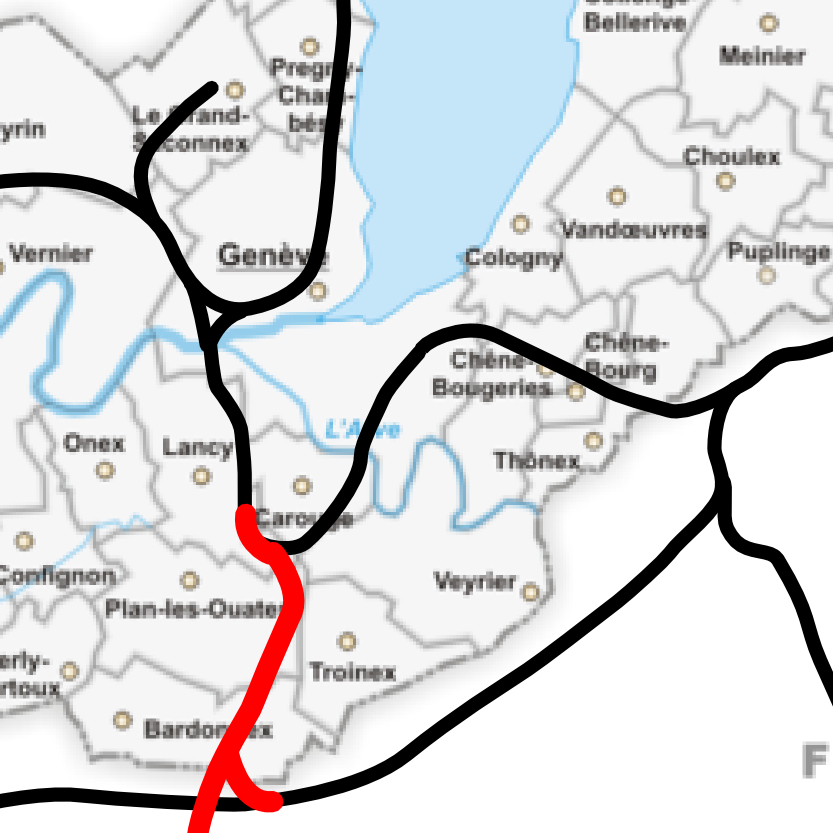
Alternative Barreau Sud (en rouge).

Au début du XXe siècle, le réseau de tramway est encore important et se prolonge jusqu'en France voisine. Toutefois, il est progressivement démantelé dès la fin de la Seconde Guerre mondiale au profit des transports individuels. Les difficultés de réalisations du CEVA sont également présentes. La ligne SNCF en fonction (Annemasse – Eaux-Vives) évolue au gré des besoins : l'arrêt en gare de Chêne-Bourg est supprimé en 1987 alors qu'une halte à Ambilly, en France voisine, est ouverte. Dans ce contexte général défavorable aux transports publics, le Grand Conseil genevois propose en 1974 de promouvoir une politique des transports axée sur une utilisation intensive des transports publics.
Voici une liste des dates clés qui ont conduit à différentes propositions remettant en cause le CEVA à partir de 1980,, :
- 1980 : demande de la Confédération suisse pour reprendre le projet après l'an 2000 avec priorité au raccordement ferroviaire de l'aéroport international de Genève (réalisé en 1987) ;
- 1983 : initiative populaire « pour des transports publics efficaces » avec un réseau de tramway ;
- 1985 : projet de métro automatique léger de type « VAL » en site propre entre Meyrin et Rive ;
- 1988 : acceptation du contre-projet par le peuple : réaliser le CEVA en plus d'un réseau de tramway ou d'un métro automatique léger entre Meyrin et Rive ;
- 1993 : combination par le plan directeur du réseau d'une ligne de métro léger Meyrin - Rive et de lignes de tramways ;
- 1994-1997 : étude d'un métro léger à voie métrique transfrontalier reliant le Pays de Gex, Genève et Annemasse en remplacement du CEVA à condition de relier le chemin de fer à la France par la variante « barreau sud » entre La Praille et Archamps ;
- 2004 : gel par l'Office fédéral des transports du financement du CEVA jusqu'en 2007 alors que le doublement des crédits pour le raccordement de la Suisse au réseau ferroviaire TGV menacent de repousser à l’horizon 2015 la réalisation du CEVA ;
- 2007 : dépôt d'une initiative populaire « pour une meilleure mobilité franco-genevoise » contre le tracé du CEVA et proposition d'une liaison par le « barreau sud »[17].

#### Métro léger
Une initiative populaire « pour des transports publics efficaces » est lancée en 1983. Cette initiative préconise le renforcement du réseau des Transports publics genevois avec notamment la création d'une « croix ferroviaire » sous la forme d'une liaison par tramway sur les axes Palettes - Carouge - Bel-Air - Meyrin et Moillesulaz - Bel-Air – Onex. En 1985, survient une demande d'étude d'un métro automatique léger de type « VAL » en site propre entre Meyrin et Rive.
Le peuple accepte en mars 1988 le contre-projet du Grand Conseil. Il consiste au développement de la desserte régionale et transfrontalière : réalisation du CEVA et création d'un réseau express régional (RER) avec l'étude d'une extension ultérieure en direction du Pays de Gex. D'autre part, pour la desserte urbaine, il laisse ouvert le choix entre l'extension du réseau du tramway et le métro automatique léger entre Meyrin et Rive, le projet retenu devant être inscrit au plan directeur du réseau à venir.
En 1993, le plan directeur du réseau de transport combine une ligne de métro léger Meyrin - Rive et des lignes de tramways,. Dès juillet 1993, un groupe d'études transfrontalier élabore des projets de développement concertés au niveau régional autour de Genève. Le Comité régional franco-genevois (CRFG) fait des propositions dans de nombreux domaines, dont le transport, qui sont réunies dans un « livre blanc ».
Dès ce moment, et jusqu'en 1997, est étudiée la possibilité d'un métro léger à voie métrique (comme le tramway) sur le parcours transfrontalier Pays de Gex – CERN – Genève – Annemasse. Ce métro léger, dit « RER - Tram - Train » qui ne serait dès lors plus automatique, utiliserait tour à tour des lignes existantes ou à créer de tramway mais aussi l'infrastructure ferroviaire existante entre la gare des Eaux-Vives et Annemasse. Comme ce métro utiliserait l'infrastructure ferroviaire réservée au CEVA, la conséquence de cette option, non prévue dans le plan de réseau adopté par le Grand Conseil le 12 février 1993, est que l'accord de 1881 et la convention de 1912 seraient remis en cause et la France réclamerait alors une ligne de substitution pour le raccordement au réseau ferroviaire savoyard qui pourrait être une liaison entre la gare de La Praille et Archamps nommé « barreau sud ».

#### «Barreau Sud»
De 1993 à 1997 est évoqué un projet de liaison ferroviaire au sud du canton de Genève entre la gare de La Praille et Archamps. Il est né à la fois du fait que le projet de construire un métro transfrontalier remet en cause le CEVA et aussi du fait que les décideurs ne croient plus au CEVA. Le « barreau sud » entre dans le cadre de l'étude d'un tracé de liaison TGV entre Genève, Annecy, Chambéry et Grenoble (axe du « sillon alpin ») mais ce projet n'est pas prioritaire. Pour les liaisons régionales, cette liaison rapproche Genève de Saint-Julien-en-Genevois et d'Annecy mais au détriment de la vallée de l'Arve, du Chablais et d'Annemasse.
Finalement, dès 1998, le Grand conseil prend clairement position en faveur de CEVA.

### Réactivation du projet
En 2000, après que les divers projets alternatifs soient tombés à l'eau, le projet d'origine est remis au gout du jour et permet dès décembre 2002 la construction de la gare de Lancy-Pont-Rouge, de façon provisoire en prévision du chantier.
En 2002, le budget pour le financement de la part des travaux qui incombe à l'État de Genève est accepté par le Grand Conseil. La Confédération, de son côté, s’est engagée à financer 550 millions de francs. Puis, le 4 juillet 2003, les autorités de la région Rhône-Alpes et le canton de Genève signent la charte pour le développement des transports publics régionaux dans du Grand Genève.

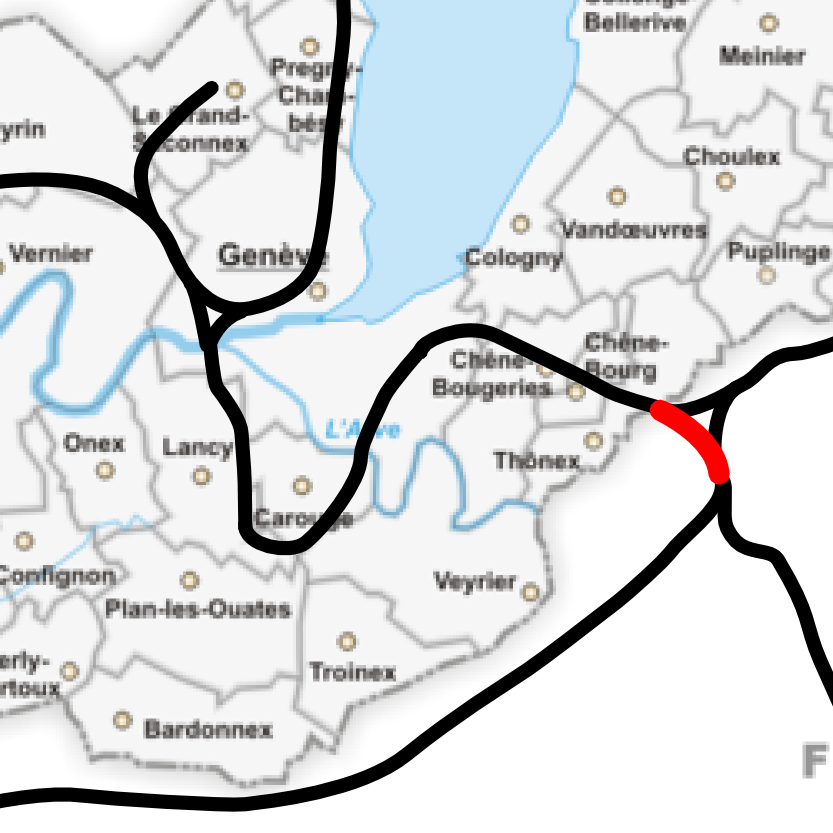
Proposition d'un embranchement (en rouge) pour créer une liaison directe de Genève en direction de Saint-Gervais.

Les études sont entreprises dès 2003 concernant la gare d'Annemasse et le tronçon jusqu'à la frontière (Foron).
Les chartes d'aménagements transfrontaliers de 1997 du Comité Régional Franco-Genevois et de 2003 des autorités politiques reconnaissent à la gare d'Annemasse un rôle de pôle urbain transfrontalier.
Une procédure de modification du plan d'utilisation du sol est engagé dès septembre 2006. Elle permettra l'avancement de la ZAC Étoile Sud-Ouest, première étape du projet de transformation de la gare en pôle d'échange et d'activité nommé « l'Étoile Annemasse-Genève ».
En septembre 2005, la Communauté de communes de l'agglomération Annemassienne se prononce en faveur de la solution de raccordement ferroviaire en tranchée couverte dans la continuité des plans côté genevois. Néanmoins, malgré l'approbation le 7 février 2007 par le gouvernement français du versement de 5 millions d'euros supplémentaires, le financement total n'est pas encore assuré (il manque encore 5 % du budget).
Une association d'usagers du train, l'AGFUT, a proposé en 2005 la réalisation d'un embranchement au CEVA pour créer une liaison directe de Genève avec la ligne RFF du pied du Salève et en direction de Saint-Gervais/Annecy et qui évite la gare d'Annemasse (« shunt d'Ambilly »). Ceci permettrait d'obtenir un réseau sans rebroussement et sans rupture de charge à Annemasse, mais nécessiterait d'importants compléments d'infrastructure afin de permettre le maintien d'une desserte convenable d'Annemasse (et le remplacement des correspondances perdues).
Le 30 mai 2005, l'Office fédéral des transports (OFT) délivre l'autorisation de construire pour les travaux de transformation de la gare de Genève-Cornavin prévus dans le cadre du CEVA, entre septembre 2005 et 2006 : prolongement de la voie 1 et des quais. L'élargissement de la plateforme ferroviaire a entraîné la mise en œuvre d’ouvrages très complexes, articulés autour de l’installation de voies ferrées, d’aiguillages, de la caténaire, de la mise en place des éléments de sécurité et de signalisation. Mais cela a également nécessité le ripage (déplacement) de 4,5 mètres de la salle de gymnastique de l'école de Saint-Gervais datant de 1884 et inscrite au patrimoine. En décembre 2005, la Confédération qualifie le CEVA de projet urgent. Le crédit de la Confédération devrait être alloué pour 2008. Le Conseil des États accorde le financement prévu le 21 mars 2006. Le 7 février 2007, le gouvernement français approuve le versement des 5 millions d'euros supplémentaires pour le financement de la partie française du CEVA en tranchée couverte. Cette somme s'ajoute aux 15 millions d'euros déjà attribués. Il reste du côté français 10 millions de francs à récolter par des acteurs locaux.
Le 8 février 2008, les CFF et la SNCF se sont associés pour créer la société Transferis chargée de planifier le réseau RER de la région franco-valdo-genevoise. Ce réseau pourrait voir le jour en 2014 avec le CEVA comme épine dorsale. Des dessertes directes depuis Coppet sont envisagées vers Évian-les-Bains, Annecy et Saint-Gervais-les-Bains. Plus qu'un RER genevois c'est un véritable désenclavement ferroviaire de Genève vers la Haute-Savoie qui est proposé par Transferis.

### Oppositions au CEVA

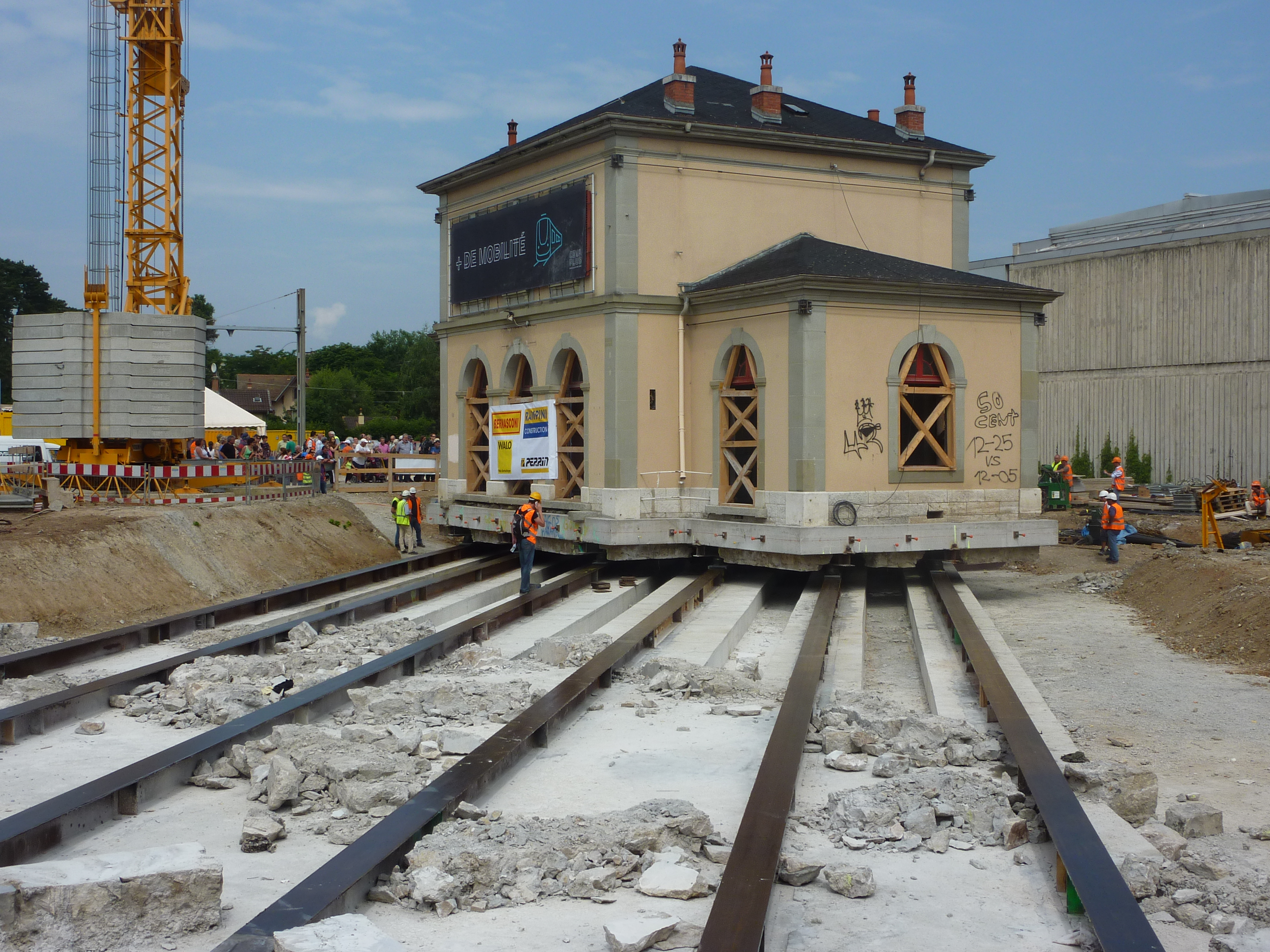
Ripage de la gare de Chêne-Bourg en 2013.

L'association ACTCC (Association contre le tracé Carouge-Champel du CEVA), qui s'est donné pour but la protection et la sauvegarde des bords de l'Arve et du Plateau de Champel, s'oppose au tracé du CEVA.
Cette association de riverains juge la gare de Champel-Hôpital inutile, reproche au CEVA son coût, la desserte de quartiers urbains (Champel, Eaux-Vives et Chêne-Bourg) et de mettre en péril les falaises de Champel.
Lors de la procédure de consultation pour l'obtention du permis de construire du CEVA, l'association a invité ses membres et ses sympathisants à envoyer des oppositions basées sur une même argumentation. Sur les 1 700 oppositions reçues par l'Office fédéral des transports, 1 500 étaient des copies plus ou moins fidèles de cette argumentation.
Elle a ensuite lancé une initiative qui a abouti le 29 août 2007 avec 16 600 signatures. Cette initiative demande que le raccordement au réseau SNCF de Haute-Savoie évite les zones urbaines actuelles et passe en conséquence par le sud du canton pour rejoindre Archamps ou Saint-Julien-en-Genevois. Ceci réduirait les travaux de construction lourds et réduirait ainsi le coût des travaux.
Cette initiative ne répond pas aux attentes des partenaires français. La communauté de communes du Genevois français (l'Arc du Genevois) rejette l'idée de lancement de toute autre étude de tracé qui va faire perdre du temps et toute possibilité de réaliser le CEVA pour lequel ils ont travaillé. En effet, le financement de la Confédération nécessite un début des travaux en 2008,. De plus, le coût des travaux liés à ce tracé alternatif seraient beaucoup plus lourds côté français que ce qui est prévu avec le projet initial. Le financement serait extrêmement difficile à obtenir au vu des difficultés déjà rencontrées par le CEVA, pourtant soutenu par les autorités françaises.
Par ailleurs, CEVA et le projet Léman Express sont lauréats du prix européen Intermodes 2010 qui récompense ainsi l'intermodalité et la complexité transfrontalière de ces projets,.
Le 13 mars 2008, le Grand Conseil invalide l'initiative 139, dite anti-CEVA. Les députés ont majoritairement jugé que l'initiative était inexécutable et irrecevable, confirmant un rapport du Conseil d'État de novembre 2007 qui arrivait aux mêmes conclusions. Les opposants ont fait recours au Tribunal fédéral, ce dernier rejette le recours et invalide définitivement l'initiative anti-CEVA le 28 avril 2009. Enfin, le 29 novembre 2009 le oui à la votation sur le financement complémentaire à hauteur de 113 millions de francs du CEVA l'emporte à 61,1 % (sur 90 % des bulletins dépouillés), lançant le chantier.
Le 5 mai 2008, l'Office fédéral des transports a accordé le permis de construire au projet CEVA.
À la suite de l'obtention du permis de construire pour le projet CEVA, l'ACTCC, devenue depuis l'Association pour une Meilleure Mobilité Franco-Genevoise, promet entre 700 et 800 recours au Tribunal administratif fédéral soit, comme dans le cas des oppositions, une majorité de recours identiques. L'OFT a rejeté les 1 700 oppositions reçues, dont environ 1 500 reprenaient les arguments donnés par l'association ACTCC (voir Oppositions au CEVA). Bien qu'il n'y ait donc eu qu'environ 200 oppositions différentes, l'OFT a dû traiter les 1 700 cas individuellement, ce qui a retardé le bouclage du dossier. Les opposants ont déposé une soixantaine de recours contre l'approbation des plans délivrée. L’État de Genève et les CFF ont demandé au Tribunal administratif fédéral de retirer l'effet suspensif de ces recours afin de pouvoir commencer rapidement les travaux. Celui-ci refuse de lever l'effet suspensif des oppositions le 26 janvier 2009. Le 29 novembre 2009, en votation populaire, le peuple genevois accepte à plus de 61 % des voix le financement additionnel pour le projet. Même s'il s'agissait d'une question purement financière, par ce net résultat, le peuple genevois plébiscite le projet dans son ensemble puisqu'il s'agissait de la première fois où il était invité à s'exprimer par les urnes sur le sujet.
L'adjudication des travaux de gros œuvre a lieu au premier trimestre 2010.
Le 16 juin 2011, le Tribunal administratif fédéral lève les oppositions concernant les craintes de vibrations et de propagation de bruit solidien. Il autorise le démarrage du chantier le 27 septembre 2011, après avoir statué sur l'effet suspensif des 4 recours reçus fin août, sauf en ce qui concerne le tunnel de Champel, à cause des recours restants sur ce tronçon. Le Tribunal administratif fédéral rejette en appel le 28 mars 2012 les quatre ultimes recours, venant de personnes habitant vers la future gare de Champel, levant définitivement toute opposition au chantier.
De nouvelles oppositions voient le jour en 2014 contre deux sorties de secours, l'une à Carouge le long de la Drize l'autre à Genève dans la cour de l'école des Contamines.

### Construction de la ligne

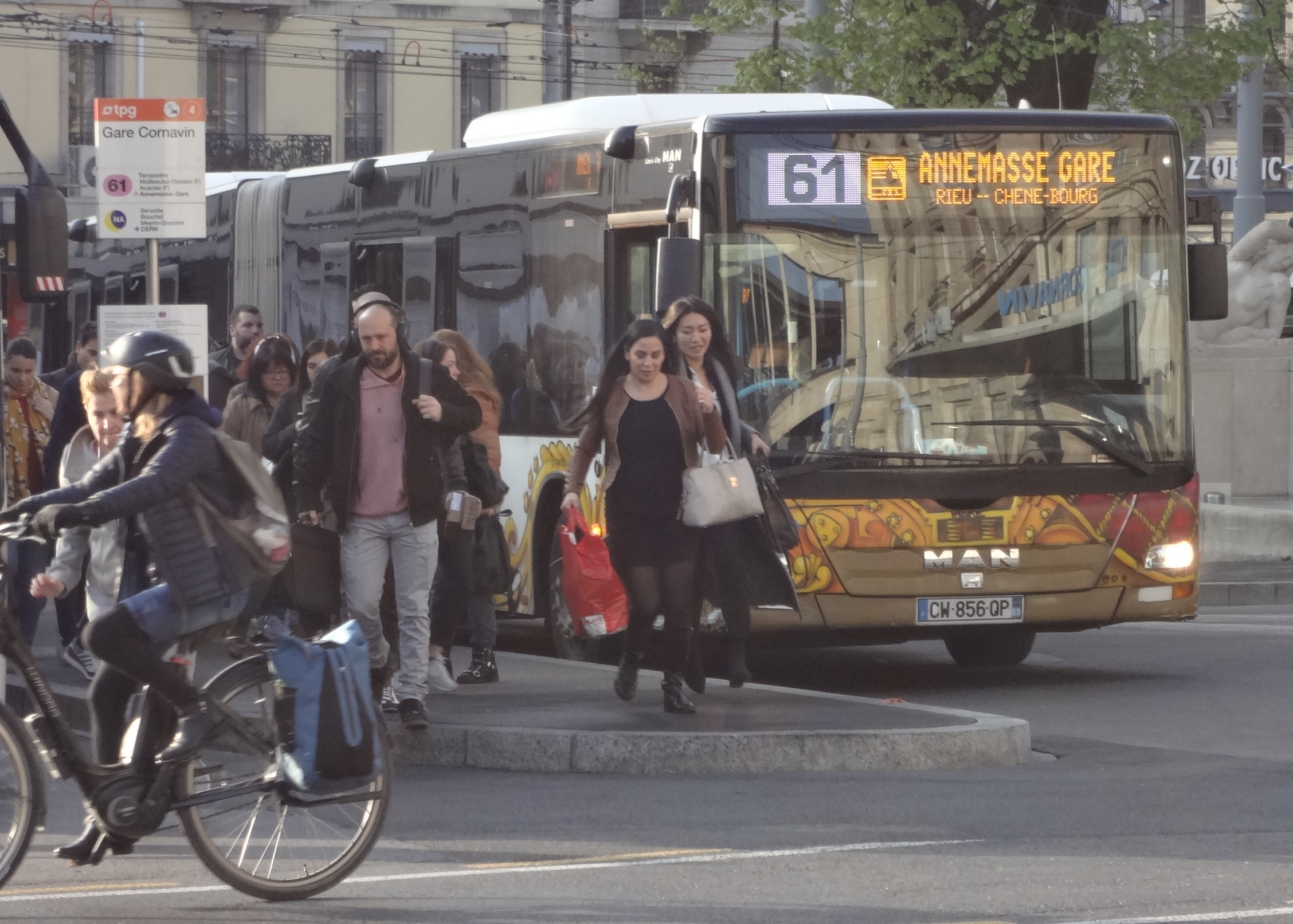
La ligne de bus 61 des TPG, remplace le train durant la construction du CEVA. Les véhicules sont ceux des TAC.

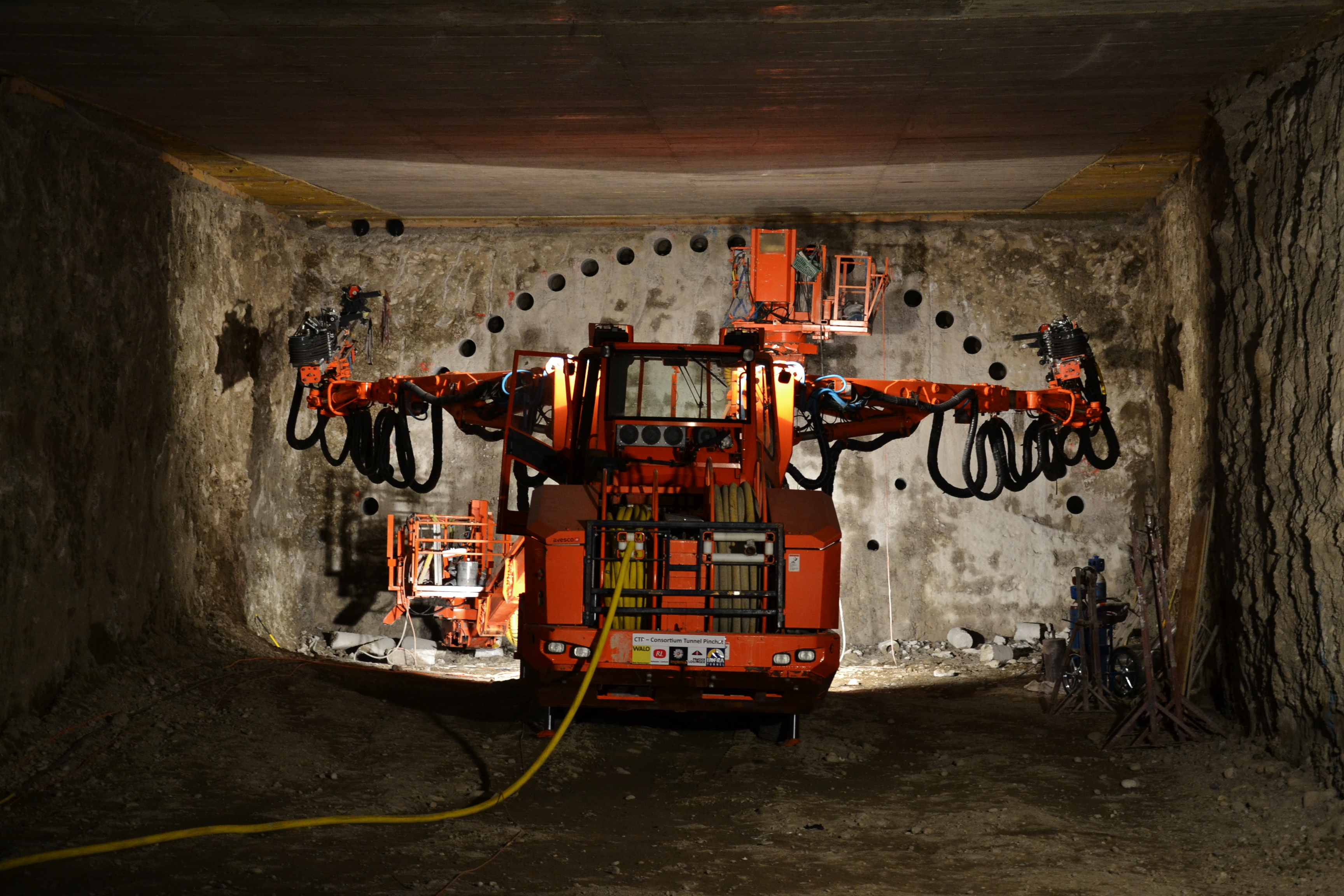
Creusement du tunnel de Carouge en septembre 2013.

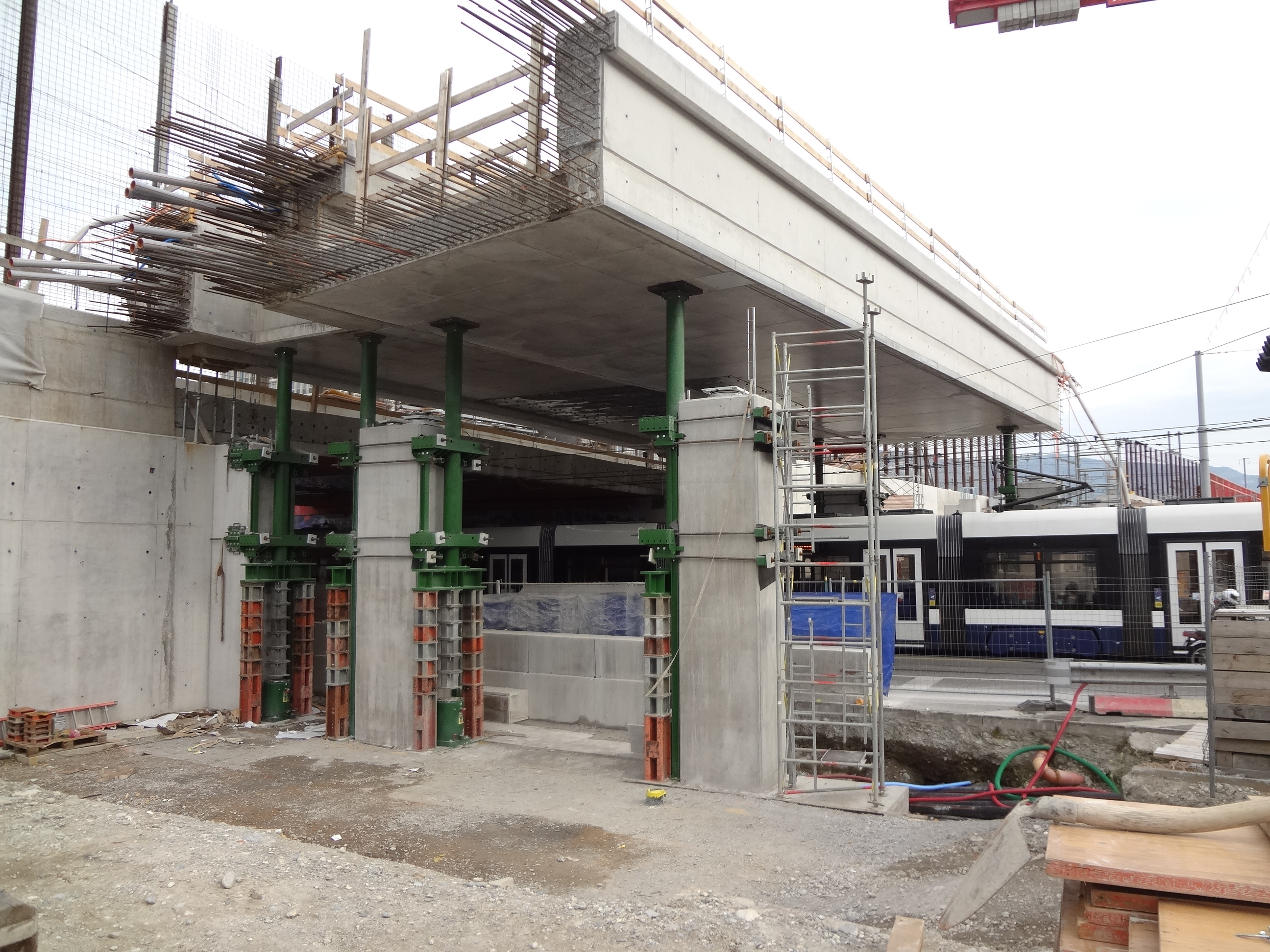
Nouveau pont au-dessus de la route des Acacias, à la gare de Lancy-Pont-Rouge.

Les travaux préparatoires débutent le 15 novembre 2011 à l'occasion d'une cérémonie officielle à Lancy-Pont-Rouge où un vieux heurtoir est brisé, le gros du chantier, divisé en six tronçons, commence à l'automne côté Suisse, les partenaires français annoncent alors que tous les blocages sont levés et les financements trouvés pour la partie des travaux sur sol français. La gare des Eaux-Vives ferme le 27 novembre 2011 en vue des travaux, provoquant la réouverture temporaire de la gare de Chêne-Bourg.
En décembre 2011, les travaux préparatoires et le déferrage entre la gare des Eaux-Vives et l'avenue de Bel-Air (Chêne-Bourg) ont débuté et ont duré quatre mois. Les travaux de la gare des Eaux-Vives ont commencé en mars 2012 et dureront 56 mois et ceux de la tranchée couverte Théodore-Weber, longue de 3,6 km, ont débuté en mars 2012 et se sont achevés le 14 mars 2014. Le percement du tunnel de Carouge a commencé en mai 2012 et s'achève 47 mois plus tard.
Un pont provisoire est posé sur l'Arve en février 2013 pour permettre le creusement des tunnels de Pinchat et de champel, situés de part et d'autre du cours d'eau. Le 1er avril 2013, la ligne des Eaux-Vives ferme définitivement afin de lancer les travaux sur ce secteur. Le 17 juillet 2013, le bâtiment voyageur de la gare de Chêne-Bourg, édifice classé, est déplacé d'une quarantaine de mètres pour permettre la construction de la ligne.
Le percement du tunnel de Pinchat, long de 2,1 km et contournant Carouge par le sud, débute en septembre 2013. Pour l'autre tunnel, celui de Champel, les travaux ont débuté avec près d'un an de retard à cause des nombreux recours déposés, provoquant un retard de 21 mois aussi bien concernant le tunnel que l'ouverture de la ligne. Ce retard a été l'objet d'une polémique car ce retard, annoncé en mars 2014, était en réalité connu dès l'automne 2013 et aurait été volontairement caché par la direction du chantier à cause des élections cantonales, qui auraient affecté la suite du chantier. À la suite de ces révélations le Mouvement citoyen genevois, critique envers le projet, réclame une commission d'enquête parlementaire.
En septembre 2014, les travaux de réfection du viaduc de la Jonction débutent pour une durée de 20 mois et consistent à la réfection du tablier. Les tunnels de St-Jean et de la Bâtie voient leurs voies ripées et abaissées afin d’offrir le gabarit nécessaire à la circulation d’un RER, et une main courante et un éclairage sont installés dans le cadre de la mise en place de chemins de fuite pour l’amélioration des normes de sécurité. Les travaux d'adaptation du tronçon ont débuté en novembre 2011 pour une durée de 36 mois. Enfin, une nouvelle paroi anti-bruit est posée à la rue de l’Encyclopédie.
Entre le 10 décembre 2014 et le 17 mars 2015, le chantier du tunnel de Champel a été interrompu en raison de la chute d'un bloc de pierre, blessant grièvement un ouvrier. Ce même chantier provoque en 2014 des fissures sur des garages situés au-dessus, et même des remontées de ciment liquide utilisés pour conforter le voûte de l'ouvrage.
Côté français, les travaux débutent officiellement le 19 mai 2015, ce tronçon entre la gare d'Annemasse et la frontière représente deux des quatorze kilomètres que comptera la ligne. La jonction des deux sections supérieures du tunnel de Pinchat a lieu en octobre 2015, puis les quatre mètres inférieurs sont ensuite creusés jusqu'au printemps 2017.
En avril 2016 a lieu le poussage du pont au-dessus de l'Arve, l'opération a duré près de quatre jours pour permettre la mise en place de l'ouvrage qui reliera les tunnels de Pinchat et Champel. En septembre 2016 a lieu une étape symbolique du chantier avec la jonction entre les deux tronçons du tunnel sous le Foron, qui marque la frontière entre la Suisse et la France.
En janvier 2017, la poursuite de la rénovation du viaduc de la Jonction, qui a vu son tablier ferroviaire repris et remis aux normes, nécessite la fermeture de la passerelle piétonne durant dix mois, provoquant la colère des riverains. La construction de l'ultime tunnel, celui de Champel, est achevée en juin 2017 après trois ans de travaux et, malgré les oppositions des riverains apparues au cours de l'année concernant les dispositifs anti-vibrations qu'ils jugent insuffisants et les ultimes enquêtes publiques à mener, la date de mise en service reste prévue pour fin 2019, cette date sera fixée ou non de façon définitive en août 2018 quand l'office fédéral des transports aura délivré toutes les autorisations ; à la date de fin de creusement du tunnel, 80 % du chantier a été réalisé,. La société de coopération Transferis, est remplacée en début d'année par Lémanis, désormais chargée de la mise en place de l'offre du Léman Express.
Le mois de mai 2017 voit la pose des premiers rails en tunnel côté français de la ligne, faisant suite aux premières poses en surface depuis le mois de mars ; la pose de la voie côté français s'est déroulée jusqu'en septembre. Ensuite, c'est au tour de la caténaire d'être posée côté français, le chantier a lieu jusqu'à fin 2017. La tranchée couverte côté français sera achevée en 2018, l'installation de la signalisation s'effectuera au cours de l'année.
Le 10 décembre 2017, la première gare du CEVA est mise en service, la gare de Lancy-Pont-Rouge, aménagée dans sa configuration définitive. Toujours en décembre, il reste six oppositions contre les mesures anti-bruit jugées insuffisantes : celle de Chêne-Bougeries a été levée après l'annonce de la pose des dalles flottantes anti-bruit aux endroits où elles n'étaient pas prévues à l'origine, c'est-à-dire entre les deux sections de la ligne où elles devaient initialement être posées et qui n'auraient été équipées que de dispositifs plus légers et même d'un tronçon sans aucune de ces protections. Les oppositions restantes sont situées dans le quartier de Pinchat et autour de l'avenue Weber. Le 22 décembre, c'est au  tour du viaduc de la Jonction d'achever sa mue, la passerelle piétonne voit sa largeur passer de 1,5 à 3,7 mètres et la pose d'un garde-corps anti-suicide.
En janvier 2018, la livraison des rails qui seront posés entre la frontière et la gare de Genève-Eaux-Vives a débuté ; en mars, il reste cinq oppositions pour l'ensemble du chantier, dont l'état d'avancement global est de 86 %.
En juin 2018, le chantier est fini à 90 % côté suisse, la technique ferroviaire étant quant à elle achevée à hauteur de 40 %. À cette date, il reste deux oppositions à traiter dans le secteur ouest du tunnel de Pinchat et une mise à l'enquête sur le secteur de Champel-Est s'est achevée à la fin de ce mois sans aucune opposition, qui voit aussi le rejet des deux dernières oppositions par l'OFT le 11 juin, les opposants annonçant au passage qu'ils ne feront pas de recours au tribunal administratif fédéral,. Il ne reste au chantier qu'à obtenir, d'ici la fin de l'été 2018, les deux dernières autorisations de construire pour les sections de tunnel concernés afin de pouvoir s'achever à la date prévue.
Le raccordement des rails entre la section suisse et la section française a lieu le 21 septembre 2018,. Cette étape symbolique fait l'objet d'une cérémonie officielle de soudure des rails en présence des élus du canton de Genève et de la région Auvergne-Rhône-Alpes. À cette date, le chantier est fini à 92 % côté suisse, la technique ferroviaire étant achevée à 55 %.
En mars 2019, le chantier est achevé à 95 %, la technique ferroviaire est achevée à 75 % ; la pose de la voie côté suisse s'achèvera en juin 2019, le chantier est ouvert au public une dernière fois à la fin du mois de juin, puis suivent les essais et les homologations des matériels roulant, en particulier pour les Régiolis de la SNCF, matériel qui reste inédit sur le réseau ferré suisse et sous 15 kV,. De plus, les CFF devront obtenir la reconnaissance comme gestionnaire d'infrastructures de la part des autorités françaises, la « frontière » entre les deux réseaux étant située en gare d'Annemasse, la partie française de la ligne étant gestion suisse.
En septembre 2019, à trois mois de l'ouverture, le chantier est achevé à 99 % et la technique ferroviaire à 95 %, les chantiers restant sont essentiellement liés aux aménagements de surface et à la finalisation des équipements des gares. La fin officielle du chantier d'un point de vue infrastructure ferroviaire est célébré en gare de Champel le 15 novembre 2019, un mois pile avant la mise en service.

### Aménagements ultérieurs
Face aux critiques des riverains du CEVA au niveau du pont sur la Seymaz concernant les nuisances sonores engendrés par les trains, où les trains roulent à l'air libre contrairement au pont sur l'Arve qui est couvert, l'ouvrage enjambant la Seymaz devrait être couvert à son tour à l'été 2021.

## La ligne

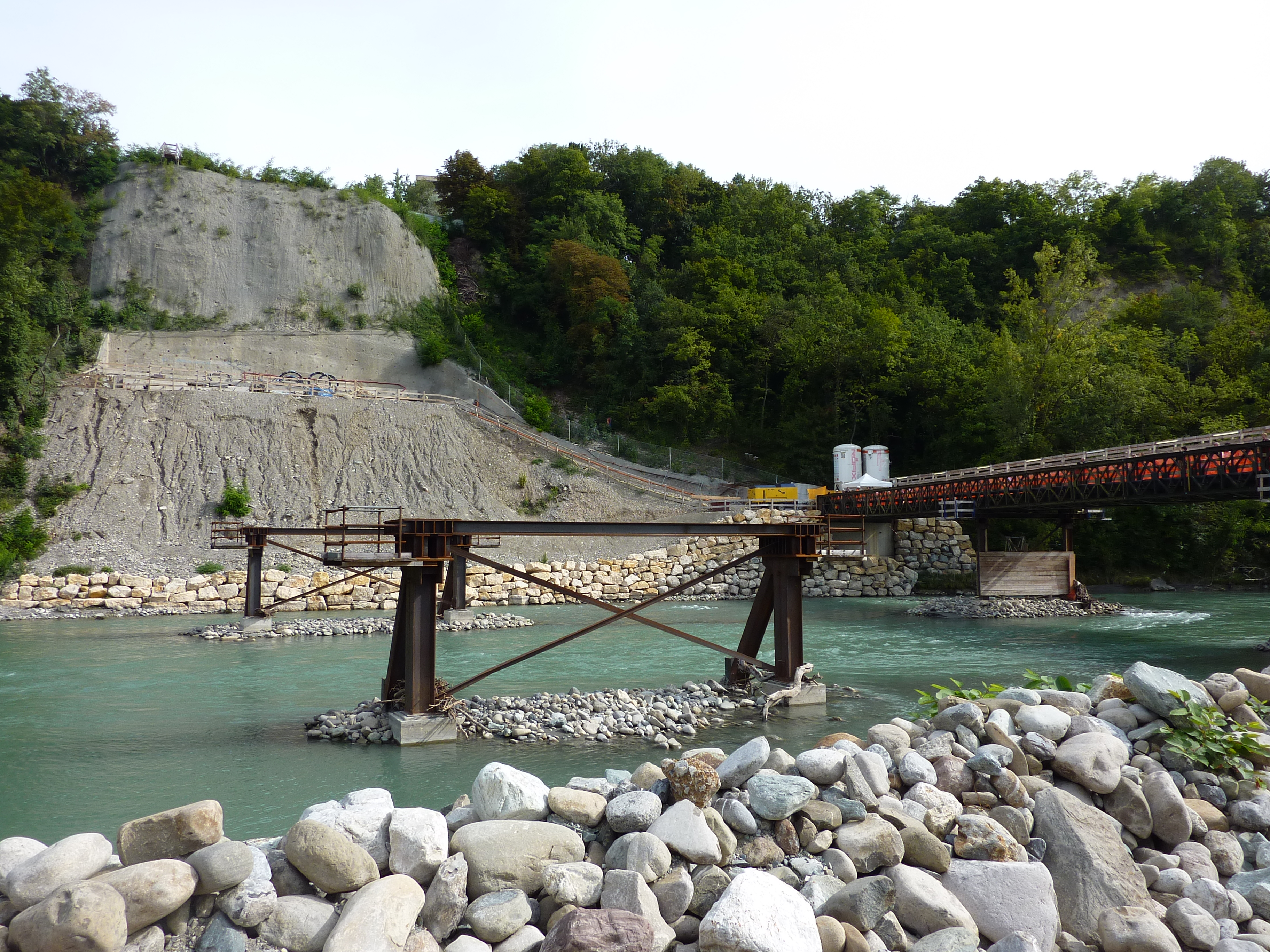
Emplacement du pont sur l'Arve en septembre 2013...

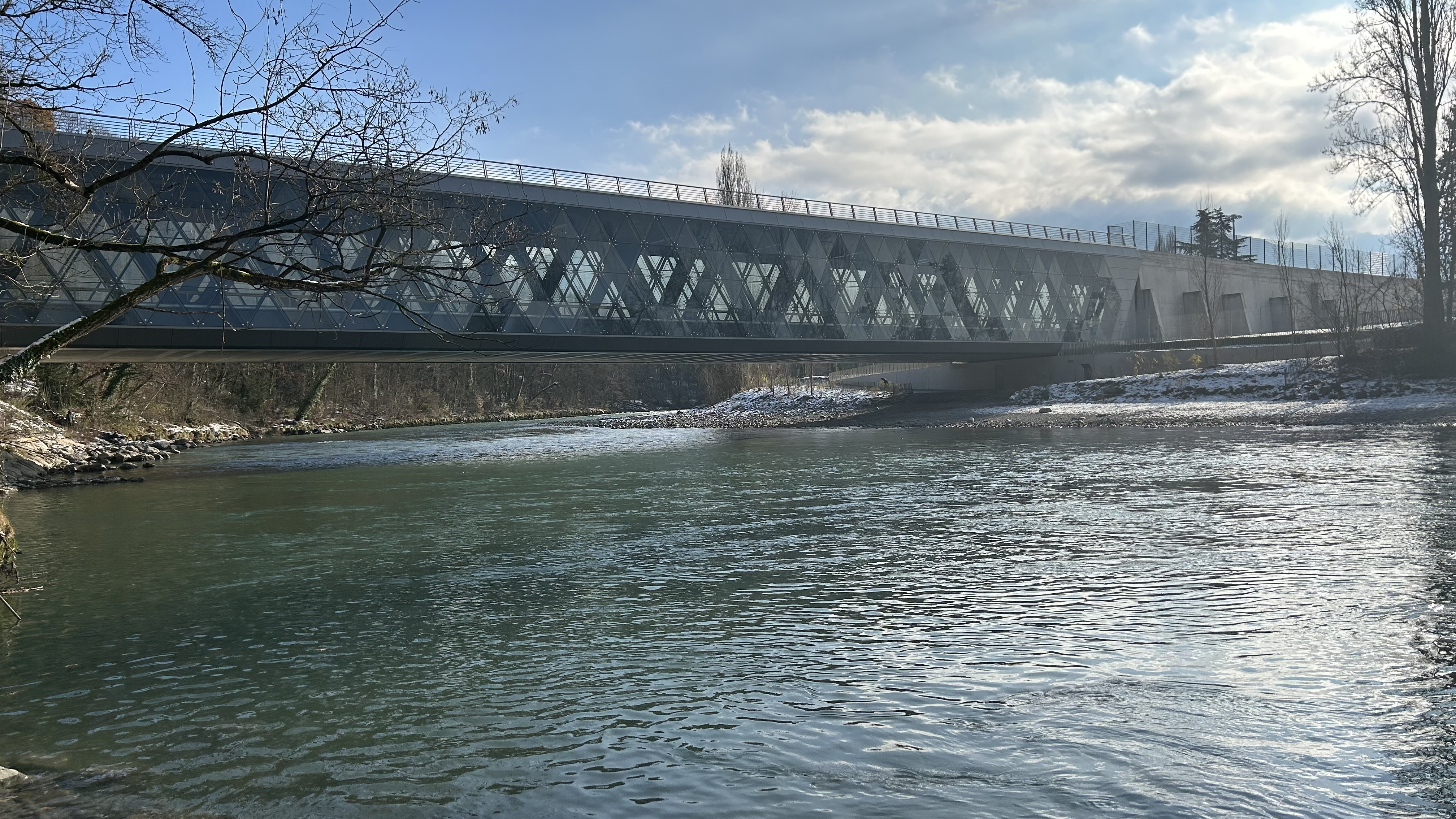
... finalement nommé pont des Artisanes, ici en décembre 2022.

### Tracé
Le tracé du CEVA est constitué de quatre secteurs principaux :
1. Entre la gare Cornavin et le Bachet-de-Pesay : la ligne CFF existante depuis 1949 entre Cornavin et la gare de La Praille sera réaménagée.
2. Entre le Bachet-de-Pesay et la gare de Genève-Eaux-Vives : la ligne CFF est à construire et comportera un franchissement de l'Arve au moyen d'un pont puis un tunnel sous le quartier de Champel.
3. Entre la gare des Eaux-Vives et la frontière franco-suisse : l'ancienne ligne à voie unique exploitée par la SNCF qui existe depuis 1888 est supprimée et une nouvelle ligne à deux voies sera construite sur le même tracé mais en tranchée couverte.
4. Entre la frontière et la gare d'Annemasse (900 mètres) : la ligne à voie unique du réseau ferré national français qui existe depuis 1888 sera réaménagée selon les souhaits des autorités françaises. La tranchée couverte venant de Suisse sera prolongée et comportera deux voies électrifiées jusqu'à l'entrée en gare d'Annemasse. Deux passages à niveau seront ainsi supprimés et un troisième devrait laisser place à un pont-route[86].

### Coûts de construction
Ce tableau inclut les coûts des tronçons réalisés depuis le XIXe siècle.
| Année       | Tronçon                                                                                     | Coût prévus |
| ----------- | ------------------------------------------------------------------------------------------- | --- |
| 1884        | Eaux-Vives - Moillesulaz                                                                    | 2,55 millions de francs suisses |
| 1933        | Cornavin - La Praille                                                                       | 16 millions de francs suisses |
| 2011 - 2019 | La Praille – Eaux-Vives, réaménagement de l'ensemble du tracé et construction de cinq gares | - Budget initial de 2002 : 941 millions de francs suisses (402 millions pour le canton de Genève et 539 millions pour la Confédération et les CFF) ; - Budget révisé de 2009 incluant des coûts supplémentaires : 1,567 milliard de francs suisses (44 % pour le canton de Genève et 56 % pour la Confédération /CFF) ; - Budget final révisé de mars 2018 : 1,674 milliard de francs suisses, soit un dépassement de 61 millions, en raison des oppositions à traiter ; - Budget final révisé de décembre 2018 : 1,675 milliard de francs suisses ; - Budget final révisé de septembre 2019 : 1,575 milliard de francs suisses. |
| 2015 - 2018 | Frontière - Annemasse                                                                       | Budgété à 132 millions d'euros,, l'estimation passe à 240 millions d'euros en 2011 et inclut la réfection de trois gares et le renchérissement. |

### Ouvrages d'art

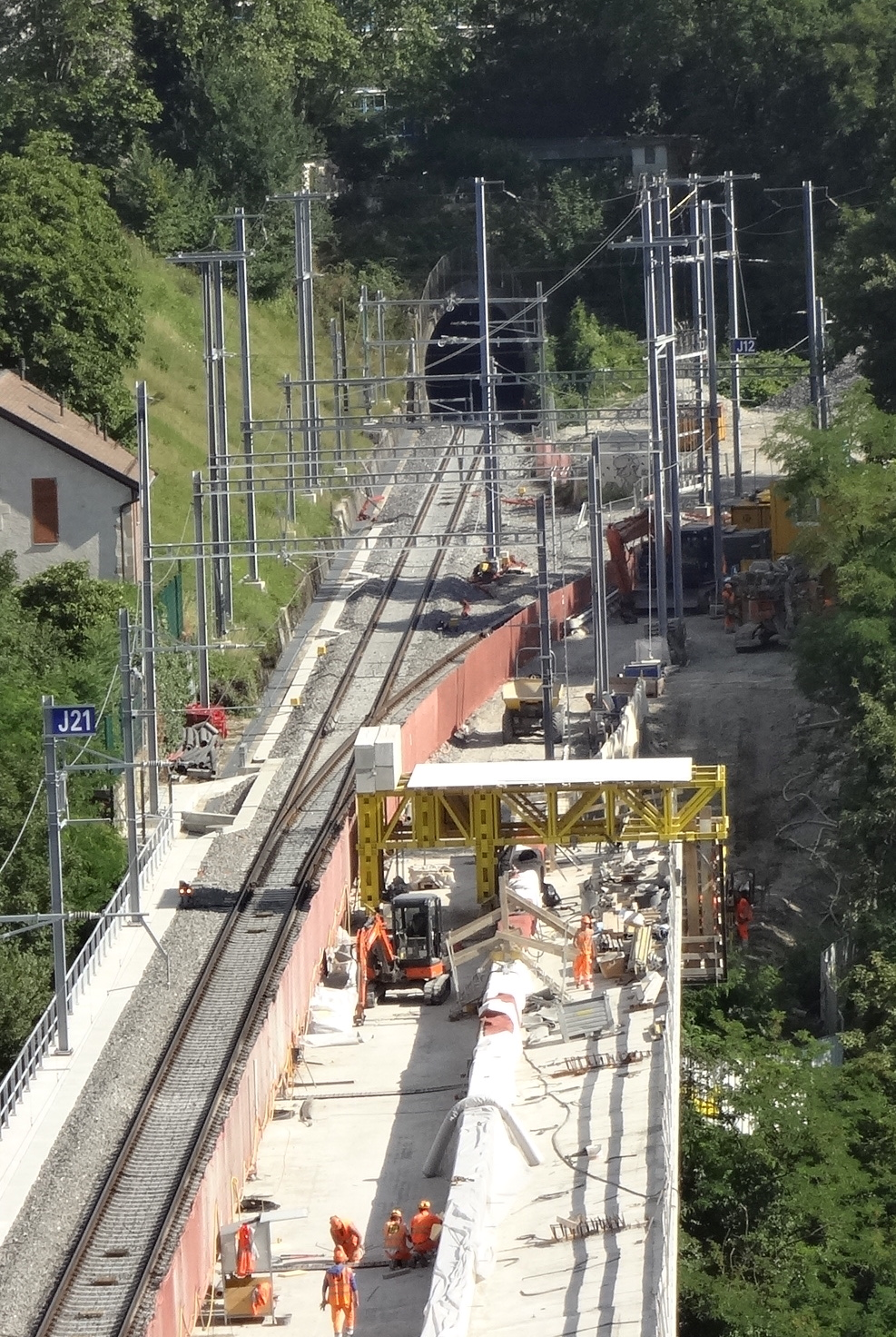
Réfection du viaduc de la Jonction en juillet 2017.

Essentiellement souterraine, la ligne compte de nombreux ouvrages d'arts à commencer par les tunnels de Pinchat et de Champel, ainsi que de nombreuses tranchées couvertes. Deux pont sont aussi construits au-dessus de l'Arve et de la Seymaz. La présence de la nappe phréatique à faible profondeur sous l'Arve a conduit au projet de franchissement par un pont. Celui-ci est proposé sous la forme d'un pont couvert en verre. Sur la rive droite, il pénètre en tunnel sous la falaise de Champel. Ces nouveaux ouvrages complètent ceux préexistants, comme le viaduc de la Jonction.

### Équipement
La ligne sera exploitée par les Chemins de fer fédéraux, dans le cadre d'une convention signée début 2013.
Une curiosité de cette ligne réside dans le fait que les trains roulent à droite, et non à gauche comme habituellement sur les réseaux ferroviaires des deux pays. Cette caractéristique est due à l'attribution des quatre voies en sortie de la gare de Cornavin, au niveau de la bifurcation avec la ligne de La Praille qui constitue le début du CEVA : les deux voies du milieu sont pour la ligne vers Genève-Aéroport, la voie la plus à droite (par rapport au sens de circulation) est dédié à la ligne vers La Plaine et Bellegarde et celle de gauche sert au trafic venant de La Praille et donc du CEVA ; de ce fait les trains qui quittent la gare empruntent la voie qui mène à l'aéroport sur quelques centaines de mètres puis bifurquent et se retrouvent de fait à rouler à droite et afin d'éviter d'avoir à rouler en contre voie.

#### Électrification
La ligne est électrifiée intégralement en 2 x 15 kV, à une fréquence de 16,67 Hz. Deux voies sont équipées en gare d'Annemasse d'une section de séparation, entre le 15 kV suisse, et le 25 kV à 50 Hz français.

#### Signalisation
La ligne est équipée en totalité de la signalisation ferroviaire suisse.

### Gares

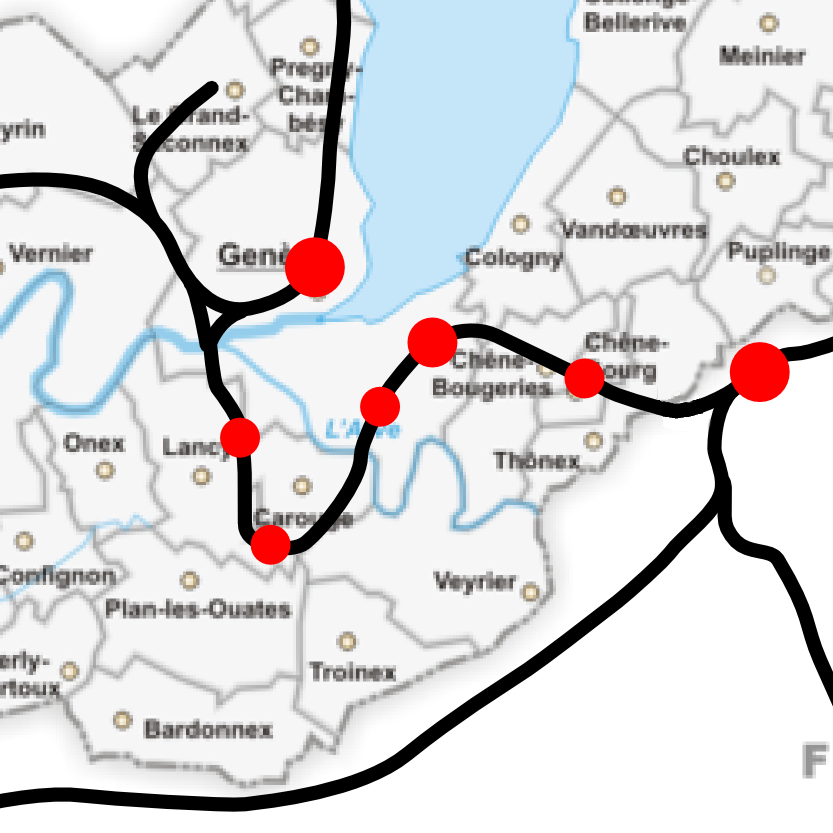
Les gares du CEVA.

| La ligne du CEVA comporte sept gares réparties sur l'ensemble du tracé : - Gare de Genève-Cornavin : gare principale de Genève, elle a vu sa voie 1 et ses quais réaménagés en 2006 pour accueillir le CEVA ; - Gare de Lancy-Pont-Rouge : de type aérien, car située au-dessus de la route du Grand-Lancy, la halte de 2002 est remplacée dès 2017 par une nouvelle station. Elle est équipée de façades rideaux constituées de d'éléments de verre. Trois accès sont prévus : Par un escalier au nord de la route du Grand-Lancy, une rampe et un escalier au sud et un ascenseur et un escalier dans la partie centrale du quai ; - Gare de Lancy-Bachet : les travaux ont débuté en février 2012 et durent 67 mois. Cette nouvelle station de 220 m est située à l'entrée sud de Genève, à proximité du stade de Genève. Les quais se situent à 16 m au-dessous du sol. Les accès sont situés du côté Stade et du côté Bachet-de-Pesay ; - Gare de Genève-Champel : cette nouvelle station souterraine est aménagée sous le plateau de Champel, à proximité des Hôpitaux Universitaires de Genève ; - Gare de Genève-Eaux-Vives : une nouvelle gare souterraine remplace la gare aérienne précédemment gérée par SNCF. Outre les trains régionaux, des trains grandes lignes y feront également halte ; - Gare de Chêne-Bourg : l'ancienne gare aérienne précédemment gérée par la SNCF est désaffectée et une nouvelle station est aménagée en tranchée couverte ; - Gare d'Annemasse : elle deviendra un pôle d'échange et d'activité nommé « l'Étoile Annemasse-Genève ». Les adaptations de la gare seront définies par les autorités françaises. |

Deux nouvelles gares ont ainsi été réalisées (Lancy-Bachet et Genève-Champel). Ces nouvelles gares, ainsi que Lancy-Pont-Rouge, Les Eaux-Vives et Chêne-Bourg ont fait l'objet d'un concours d'architecture en 2004. La réalisation de ces cinq bâtiments est confiée au lauréat du concours : l'architecte français Jean Nouvel. L'ensemble des cinq gares intermédiaires auront un traitement architectural commun, basé sur l'utilisation de « briques de verre » de grande taille, déclinées aussi bien comme parement de façon que comme sol ou comme toit, afin de faire entrer le maximum de lumière dans des gares pour la plupart souterraines. Le projet initial prévoyait la création de 1500 de ces « briques » afin d'habiller les gares, mais il est raboté en 2016 par mesure d'économies, la création de ces briques, estimée à 45 millions de francs en 2014 aurait représenté un quart des risques budgétaires totaux, le coût du CEVA était alors estimé à 1, 57 milliards de francs. Ainsi, le nombre de briques est réduit d'un tiers et elles sont remplacées par d'autres matériaux moins coûteux.
Bien que jamais évoquée officiellement, la possibilité de voir la gare d'Ambilly intégrée au CEVA s'est posée pendant un moment. Cette halte déjà existante et située entre Chêne-Bourg et Annemasse ne sera finalement pas maintenue. Les autorités françaises étudient la construction d'un accès par le nord à la gare d'Annemasse afin de compenser la suppression de la halte d'Ambilly.

#### Lancy-Pont-Rouge

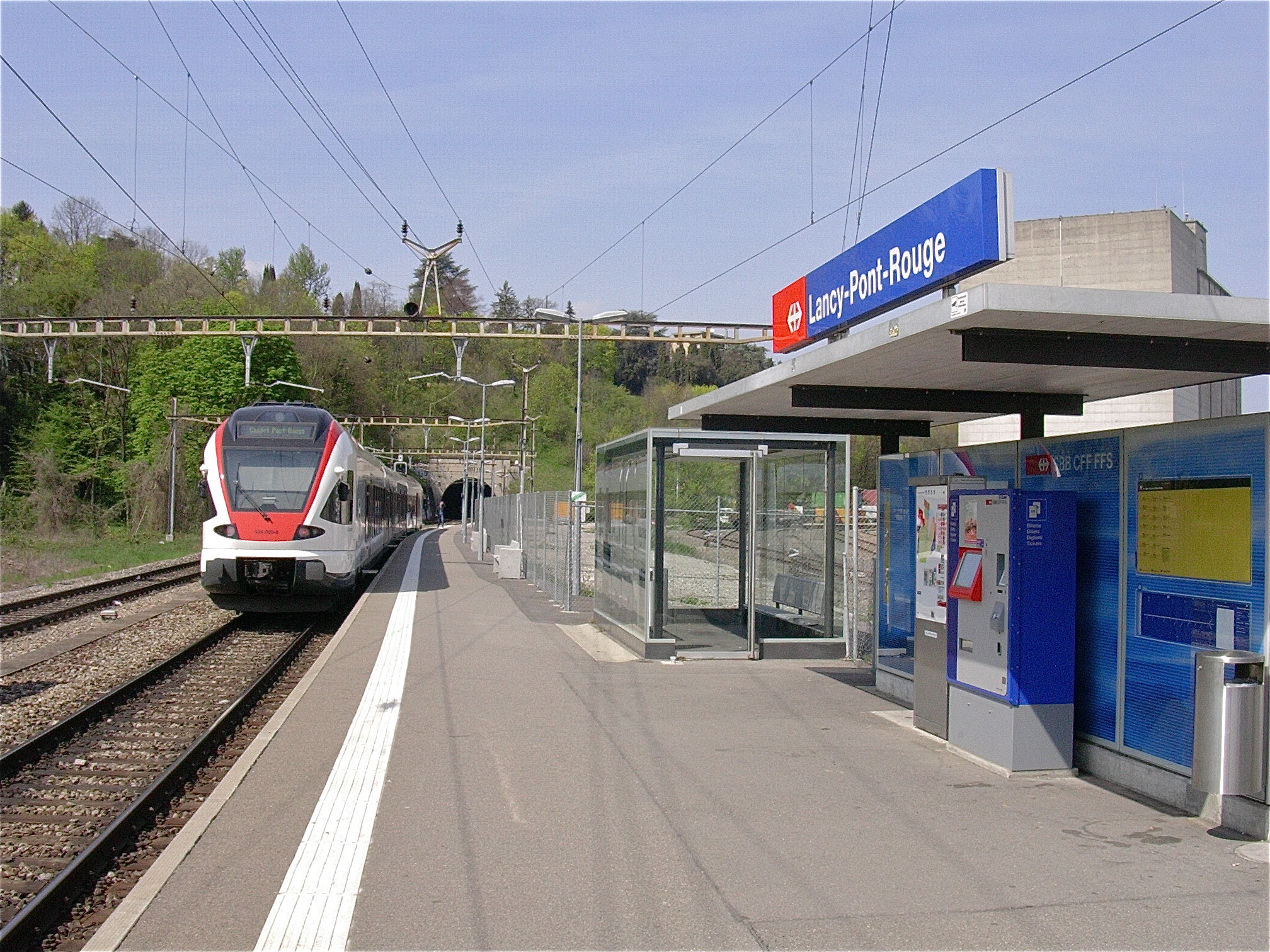
L'ancienne gare temporaire de Lancy-Pont-Rouge. Au fond, le tunnel de la Bâtie.

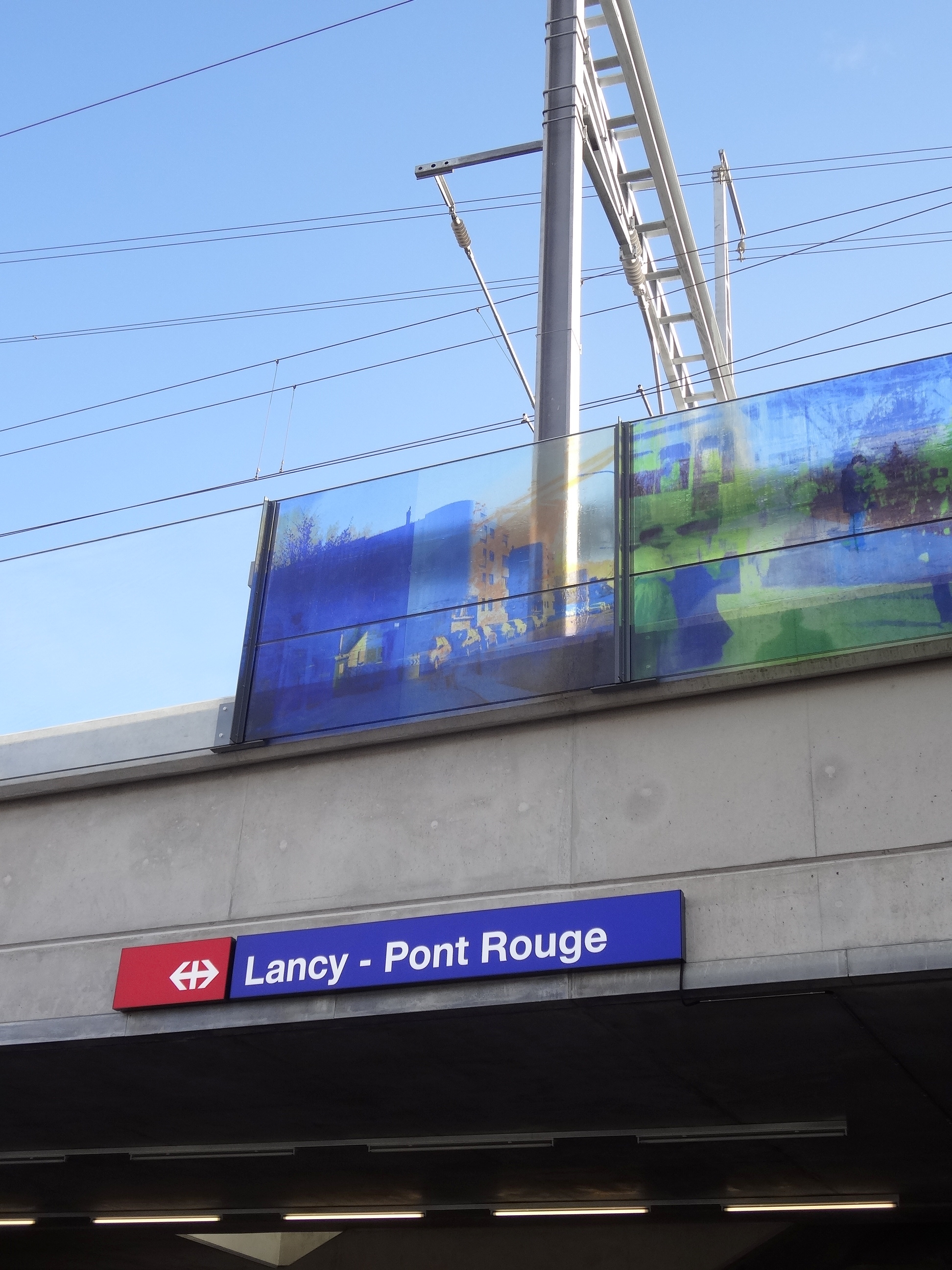
Détails de la nouvelle gare de Pont-Rouge, ici les panneaux de verre décorés.

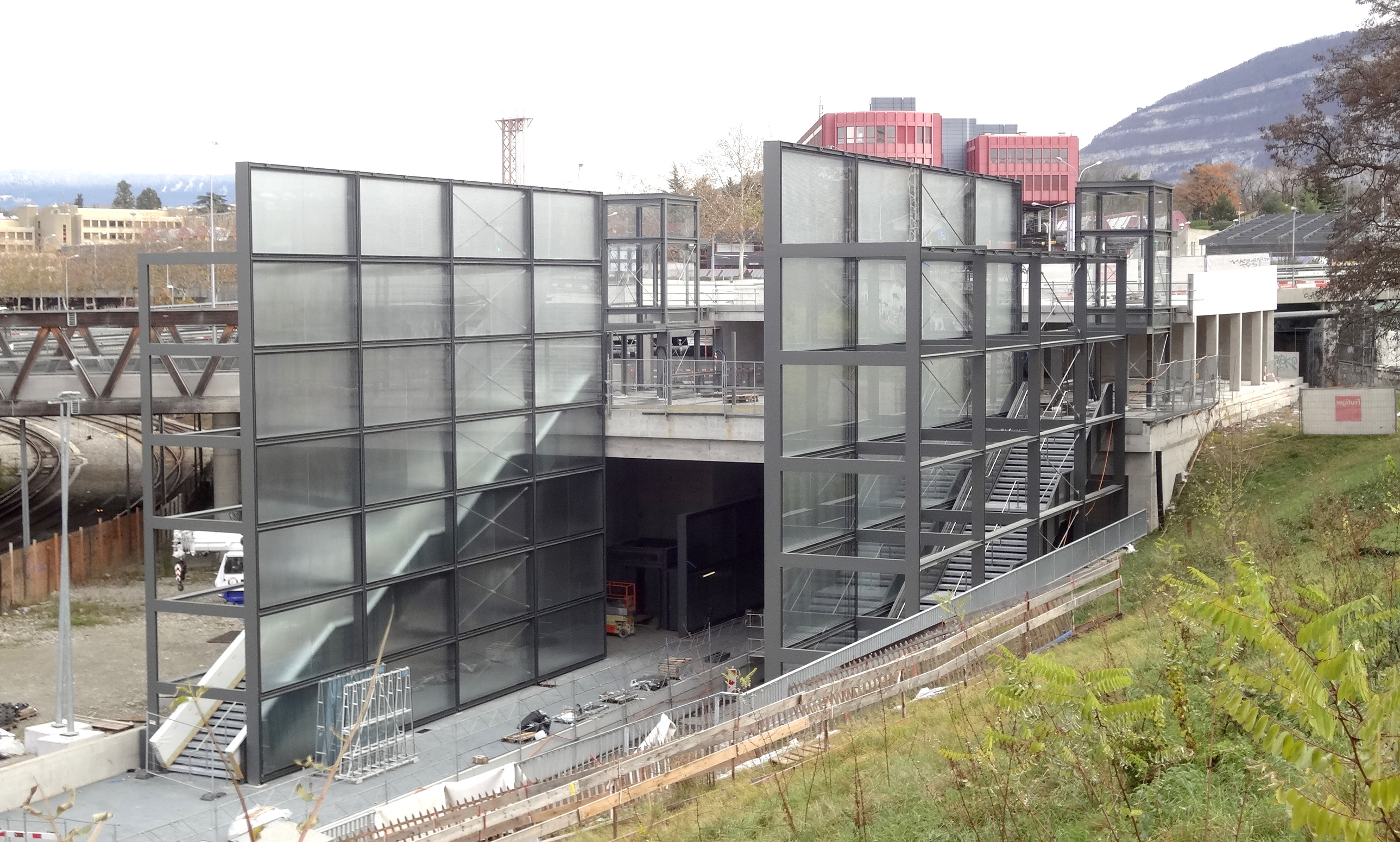
Les « briques de verre », à la gare de Lancy-Bachet.

La gare de Lancy-Pont-Rouge est la seule gare aérienne du CEVA, hors gares « terminus » que sont Genève et Annemasse. La halte ouverte en 2001 est remplacée par une nouvelle gare située sur le viaduc enjambant la route du Grand-Lancy, qui entre en service en décembre 2017.

#### Lancy-Bachet
La gare de Lancy-Bachet sera située à la limite entre Lancy et Carouge, à côté du dépôt du Bachet-de-Pesay des TPG.

#### Genève-Champel
La gare de Genève-Champel sera reliée à l’hôpital et au quartier Cluse-Roseraie par un tunnel pour piétons d’environ 220 mètres avec un dénivelé de 17 mètres, équipé d’une chaussée roulante. Ces travaux sont dirigés par le canton de Genève et le creusement est prévu de novembre 2016 à août 2017. La dernière partie du tunnel, côté avenue de Beau-Séjour, passe par une cave à fromage désaffectée dans les années 1950, dont la structure date d'avant 1908 et est en bon état. Sa voûte en pierre de taille sera conservée sur une longueur d’environ 50 mètres,.

#### Eaux-Vives
La gare de Genève-Eaux-Vives est entièrement reconstruite en souterrain, l'ancien bâtiment voyageurs a été détruit.

#### Chêne-Bourg
La gare de Chêne-Bourg est elle aussi reconstruite en souterrain mais, contrairement à celle des Eaux-Vives, son ancien bâtiment voyageurs a été conservé et déplacé.

### Voie verte

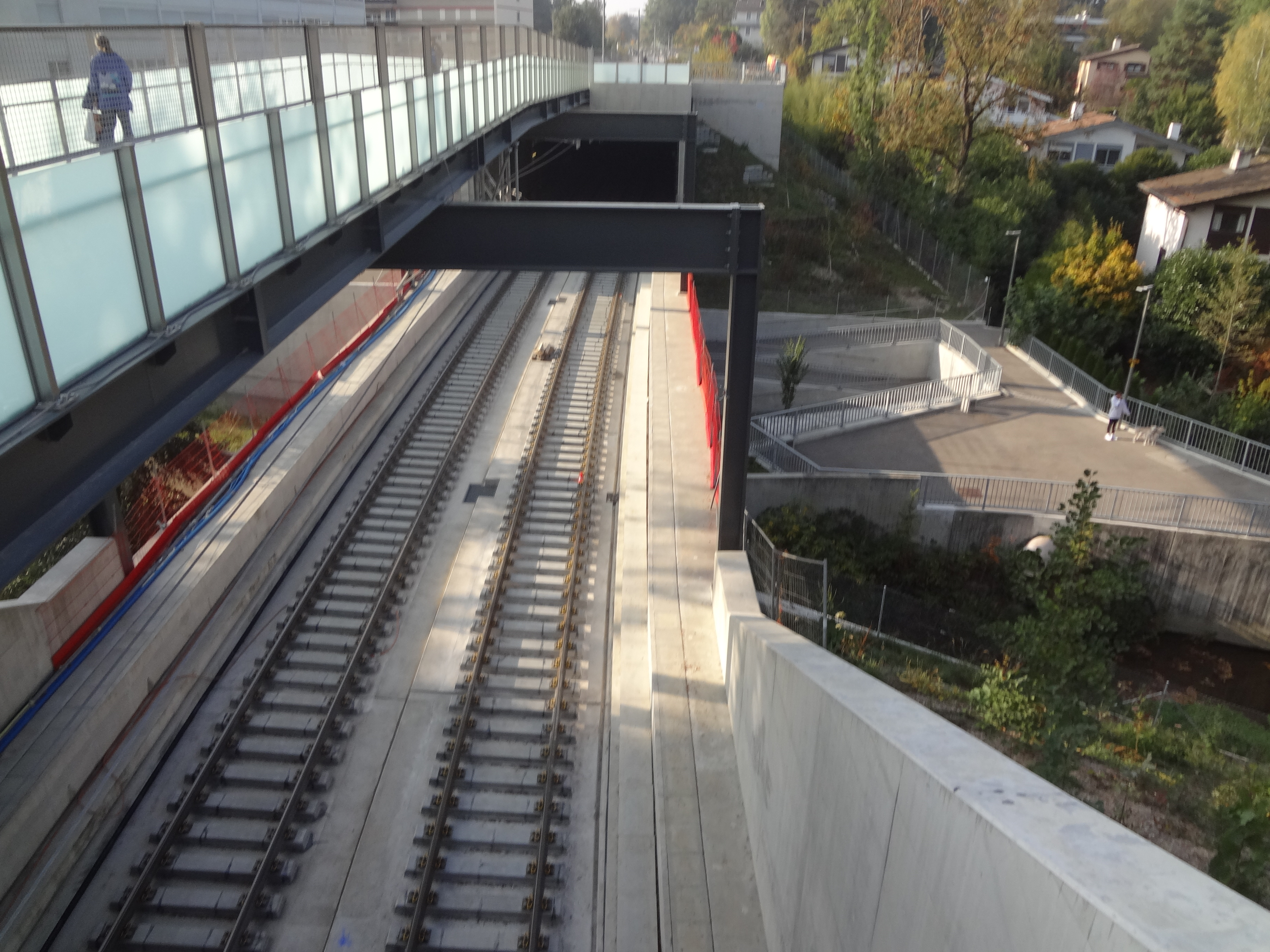
Le pont à deux niveaux sur la Seymaz, avec la voie verte qui passe sur le tablier supérieur.

Le 27 avril 2018, a été inaugurée la voie verte, destinée aux cyclistes et aux piétons, qui relie sur près de 5 kilomètres, la gare de Genève-Eaux-Vives à la gare d'Annemasse. Elle est bâtie au-dessus de la tranchée couverte qui abrite la future liaison ferroviaire et prend la place laissée libre en surface par l’ancienne voie ferrée inaugurée en 1888. La portion Eaux-Vives - Chêne-Bourg était néanmoins déjà praticable depuis décembre 2017. L'inauguration a eu lieu sur le pont et les berges de la rivière Foron, qui marque la frontière franco-suisse.
Elle a été construite afin de compenser les destructions des milieux naturels engendrés par le chantier. Les travaux ont débuté en mars 2017, et ont vu la plantation de 600 arbres qui ont compensé en partie les 800 arbres coupés durant le chantier.

## Ouverture de la ligne
La ligne devait initialement ouvrir en 2017, mais les nombreux retards et recours ont nécessité de reporter la mise en service en 2019, le 15 décembre 2019 exactement. Cette date devrait être tenue avec la levée des dernières oppositions en juin 2018 concernant les vibrations dues au passage des trains. Toutefois, l'interdiction du travail de nuit par le tribunal administratif fédéral, à la suite d'une plainte de l'Unia contre la dérogation accordée en juin 2017 a laissé entrevoir, en avril 2018, de possibles retards,. En septembre 2018, l'objectif de mise en service en décembre 2019 est toujours officiellement tenu.

## Trafic

### Dessertes
La ligne CEVA est le maillon central du réseau de trains périurbains Léman Express avec des lignes desservant Bellegarde-sur-Valserine, Nyon, Lausanne, Thonon-les-Bains, Évian-les-Bains, Annecy et la vallée de l'Arve,.
La ligne CEVA est circulée par quatre des six lignes de ce réseau :
- L1 : Coppet - Genève-Cornavin - Annemasse - Thonon-les-Bains - Évian-les-Bains ;
- L2 : Coppet - Genève-Cornavin - Annemasse - La Roche-sur-Foron - Annecy ;
- L3 : Coppet - Genève-Cornavin - Annemasse - La Roche-sur-Foron - Cluses - Saint-Gervais-les-Bains-Le Fayet ;
- L4 : Coppet - Genève-Cornavin - Annemasse.

De plus, la ligne voit passer des trains RegioExpress entre Vevey, Lausanne, Genève et Annemasse, qui ne desservent que les gares de gare de Genève-Cornavin, de Lancy-Pont-Rouge, des Eaux-Vives et d'Annemasse.

### Matériel roulant
Le matériel roulant de la ligne sera composé pour moitié de matériel français Régiolis d'Alstom et pour l'autre de matériel suisse Stadler FLIRT, tous deux compatibles sur les réseaux des deux pays, dans le cadre du Léman Express. De plus, des liaisons RegioExpress au départ de la gare d'Annemasse vers la Suisse exploités en RABe 511, matériel non compatible sur le réseau français, transiteront par le CEVA.

## Impact socio-économique de la ligne
La construction du CEVA s'accompagne de la requalification des espaces alentour. Par exemple, les environs de la gare de Chêne-Bourg verront la construction de 300 logements sur six hectares de part et d'autre de la ligne, et contribuera à réduire la coupure urbaine que forme la ligne, en plus de sa mise en souterrain. À la gare de Lancy-Pont-Rouge, c'est un complexe immobilier de cinq immeubles, qui accueillera 4 600 emplois, qui sera bâti autour.
Le chantier a eu un impact contrasté chez certains riverains de Champel, d'un côté ils doivent en supporter les nuisances mais de l'autre ils ont pu profiter d'une baisse de 25 % des loyers entre 2013 et 2015 de la part de la régie immobilière Bory.
Le 20 février 2020 (3 mois après l'ouverture du CEVA), un comité de pilotage, composé des représentants suisses et français, se réunit pour redonner vie aux 17 kilomètres de voie manquants de la ligne du Tonkin afin de prolonger le Léman Express. Il prévoit des études jusqu'en 2022, le début des travaux vers 2024 et l'ouverture de la ligne en 2027.